# Guercino
Giovanni Francesco Barbieri, noto anche con lo pseudonimo di Il Guercino (Cento, 2 febbraio 1591 – Bologna, 22 dicembre 1666), è stato un pittore italiano.
In continuità con i Carracci, Guido Reni, Francesco Albani, Domenichino e Lanfranco, è uno dei grandi pittori di scuola emiliana, nonché tra i più propositivi autori nella Roma barocca, contribuendo con le sue opere allo sviluppo di tale movimento artistico su tutto il panorama italiano.

## Biografia

### La fase giovanile in Emilia

#### La formazione artistica a Cento

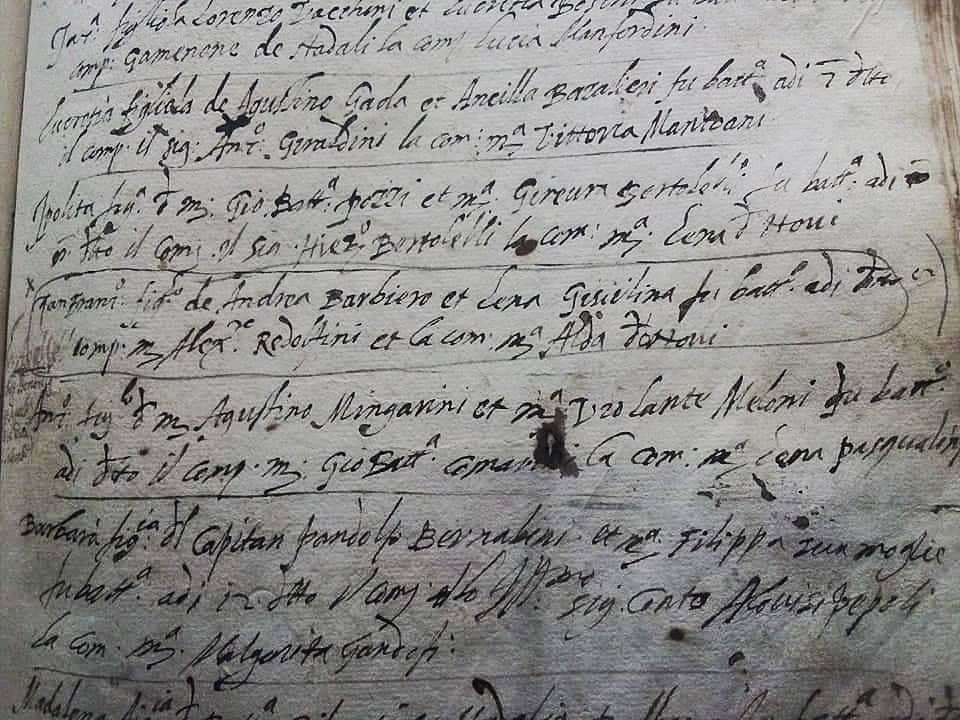
Atto di battesimo del Guercino

Giovanni Francesco nacque a Cento, paese allora appartenente al Ducato di Ferrara, da una famiglia di modesta condizione che abitava a pigione «in una piccola casa fuori di Cento, non lontana che pochi passi dalla Porta detta della Chiusa», da Andrea e Elena Ghisellini. Si disse a lungo che fosse nato il 2 febbraio 1590, finché il pittore e letterato Jacopo Alessandro Calvi non scoprì ai primi dell XIX secolo, nella collegiata di San Biagio, a Cento, l'atto di battesimo redatto l'8 febbraio 1591: «Zan. Franc. Fig. de Andrea Barbiero, et Lena Ghisellina fu battez. a dì detto 8. Comp. M. Alex. Redolfini, et la Com. Alda Dottoni».
Il soprannome di Guercino, riferito al disturbo strabico che aveva a un occhio, dovette essergli giunto molto presto, se è vero quel che narra lo stesso biografo, raccogliendo la tradizione che «essendo ancora in fasce, occorse che un giorno, mentre egli dormiva [ ...] ci fu chi vicino a lui proruppe d'improvviso in grido così smoderato e strano che il fanciullo, svegliatosi pieno di spavento, diedesi a stralunar gli occhi [...] per siffatta guisa, che la pupilla dell'occhio destro gli rimase travolta e ferma per sempre nella parte angolare».
Mostrò a sei anni una particolare inclinazione per il disegno e a otto anni, «senza avere avuto maestro alcuno, e soltanto sulla scorta d'una immagine in stampa, egli dipinse una "Madonna di Reggio" sulla facciata della casa dove abitava» che si poté vedere fino a quando, due secoli dopo, la casa non fu demolita. Assecondando le tendenze del figlio, il padre lo mandò a studiare verso il 1600 nel vicino paese di Bastiglia, da un modesto artista che «dipingeva a guazzo», chiamato Bartolomeo Bertozzi, nella cui casa si stabilì per alcuni mesi potendovi apprendere, commentano i biografi, solo la conoscenza e la mescolanza dei colori.
Considerando che il figliolo mostrava un talento che tuttavia occorreva educare e rafforzare, nel 1607, all'età di sedici anni, il padre lo affidò a un altro pittore di Cento, considerato «tollerabile», Benedetto Gennari senior, che lo tenne con sé corrispondendogli anche «annualmente certa poca moneta come per regalo».

#### Il primo soggiorno a Bologna (1609)
Viste le evidenti e precoci capacità artistiche, Benedetto Gennari senior, verso il 1609, lo mandò ancora successivamente, per maggiore e migliore istruzione, a Bologna, da tal Paolo Zagnoni «a dozzina per una soma di grano e una castellata di vino, in casa di Paolo Zagnoni, pittore di poca levata» e poi da Giovan Battista Cremonini, «pittore di qualche merito e veloce e pratico nel dipignere, massime a fresco, e prestamente ancora insegnava a' scolari, onde il nostro Barbieri molto profittò in breve tempo».
Il soggiorno bolognese permise al giovane apprendista di studiare le opere di valore lì conservate e, fra le contemporanee, quelle dei Carracci. Egli stesso dirà anni dopo di aver tratto profitto dallo studio della Conversione di San Paolo di Ludovico Carracci, allora nella chiesa di San Francesco, e di un'altra sua tela, una Madonna col Bambino, i santi Giuseppe, Francesco e due committenti, allora conservata nella chiesa dei Cappuccini a Cento (oggi nella Pinacoteca civica), che l'adolescente Guercino non si stancava di osservare, arrampicandosi su una scala per studiarla da vicino.

#### Il ritorno a Cento e le prime commissioni (1612-1617)

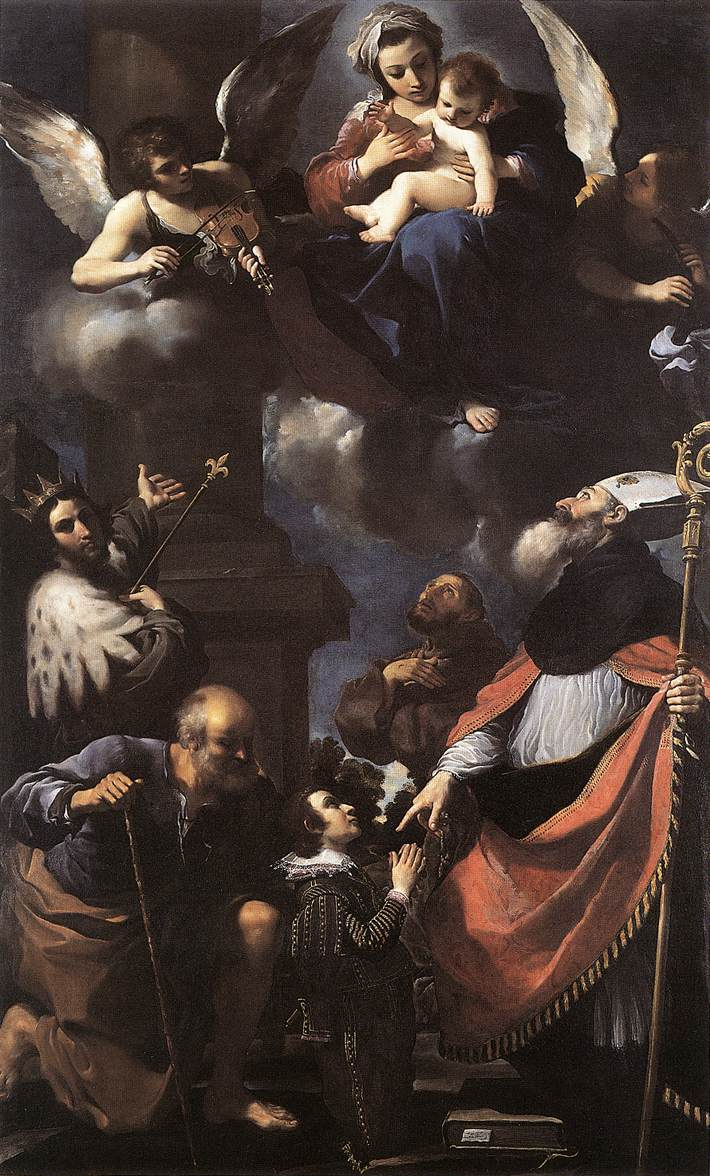
Madonna col Bambino, santi e un donatore, Museo Reale di Bruxelles

Ritornato a Cento da Bologna, nel 1613 il Guercino incontrò gli apprezzamenti del canonico Antonio Mirandola, il quale, appassionato d'arte, elogiò un affresco a chiaroscuro realizzato dal pittore per la facciata del palazzo comunale della cittadina. Il Mirandola favorì quindi il giovane pittore facendogli conoscere i disegni a carboncino del pittore Pietro Faccini, allievo dei Carracci, che egli terrà presente nei suoi progetti, e soprattutto procurandogli le prime commissioni. Nel 1614 Alberto Provenzali, fratello del grande pittore e mosaicista Marcello Provenzali, commissionò al giovane Guercino un fregio decorativo per la sua tenuta, Casa Provenzali, probabilmente in collaborazione con alcuni suoi allievi. Per il canonico Mirandola dipinse nel 1615 Quattro evangelisti, ora nella Pinacoteca di Dresda, tre dei quali, portati dal Mirandola a Bologna, furono notati dall'arcivescovo Alessandro Ludovisi (pochi anni dopo fu eletto papa con il nome di Gregorio XV), che volle conoscere l'autore e li acquistò, dietro consulenza di Ludovico Carracci, per la discreta somma di venticinque scudi l'uno. Il Carracci non si limitò a questo: il 25 ottobre 1617 il pittore scrisse a don Ferrante Carli di Parma elogiando il Guercino come «gran disegnatore e felicissimo coloritore: è mostro di natura e miracolo da far stupire chi vede le sue opere. Non dico nulla: ei fa rimaner stupidi li primi pittori». Il biografo di quegli anni, Francesco Scannelli, afferma anche che già allora il Guercino si presentò a Ludovico mostrandogli i suoi disegni e ricevendo da lui parole d'incoraggiamento; è invece da escludere che abbia conosciuto nei primi anni Annibale e Agostino Carracci, da tempo trasferiti a Roma.
In questi anni il Guercino dipinse altre opere: nel 1612 circa i Due angeli col sudario e il San Carlo Borromeo per la chiesa di Santa Maria Addolorata, gli affreschi del Padreterno e dell'Annunciazione (1613) per la chiesa dello Spirito Santo, le tre pale (1614-1616) per la parrocchiale di Renazzo (la Madonna con san Pancrazio e una santa monaca, forse santa Chiara, la Madonna in trono con i santi Francesco, Antonio abate e Bovo e il miracolo di San Carlo Borromeo), la Madonna col Bambino, santi e un donatore per la chiesa di Sant'Agostino a Cento (oggi al Museo di Bruxelles).
Tra i suoi dipinti di soggetto sacro si annovera anche lo Sposalizio mistico di santa Caterina d'Alessandria alla presenza di san Carlo Borromeo, realizzato a Cento e conservato presso la Civica Pinacoteca il Guercino di Cento.
Tra il 1614 e il 1615 realizzò decorazioni pittoriche a tempera a secco in due case di Cento: quella di Alberto Provenzale (oggi casa Benazzi), ancora in loco, e quella Pannini, i cui cicli furono compiuti in collaborazione col suo allievo Lorenzo Gennari e che, nel 1840, furono trasferiti su tela e divisi tra gli eredi. Altri cicli pittorici su muro furono realizzati ancora una volta nella chiesa di Renazzo, poi un Prometeo in una stanza dell'Accademia di Disegno, un Ercole che uccide l'Idra sulla facciata di casa Tanari a Bologna (oggi distrutto) e un San Rocco gettato in prigione per l'omonimo oratorio a Bologna.
Ormai il Guercino aveva fama di maestro e prese l'iniziativa, nel 1617, di fondare una scuola di pittura a Cento. L'amico Bartolomeo Fabbri gli mise a disposizione due stanze e qui convennero diversi allievi: «da Bologna, da Ferrara, da Modena, da Rimini, da Reggio e sin dalla Francia molti giovani [ ... ] di ventitré scolari ch'egli ebbe su quel principio, nessuno poté dire d'essere meno amato dell'altro [ ... ] e suoi familiarissimi ospiti in Cento si erano i marchesi Enzio e Cornelio Bentivoglio». Fra i principali allievi vi furono: Paolo Antonio Barbieri, Giuseppe Maria Galeppini, Lorenzo Gennari, Matteo Loves e Cesare Pronti.

#### L'incontro con il cardinale Alessandro Ludovisi (1617)
Nel 1617 il pittore, ventiseienne, ritorna a Bologna per compiere diversi quadri per il cardinale e arcivescovo della città Alessandro Ludovisi, tra cui certamente un Miracolo di san Pietro che resuscita Tabita (oggi alla Galleria Palatina di Firenze), una Susanna e i vecchioni (oggi al Prado di Madrid) e un Ritorno del figliol prodigo (oggi alla Galleria Sabauda di Torino). Fanno riferimento a queste commesse anche altre tele non citate dal Malvasia nella Felsina Pittrice, come un Lot e le figlie (oggi all'Escorial).
Secondo le fonti, Ludovico Carracci fu chiamato a fare una stima dei quadri affinché si procedesse al pagamento del Guercino, e questi li valutò 70 scudi ciascuno, seppur poi il prezzo fu ribassato a 25 in quanto l'arcivescovo ritenne eccessivo il primo proposto.

#### I viaggi a Venezia (1618) e Ferrara (1619), le commesse del cardinal Serra

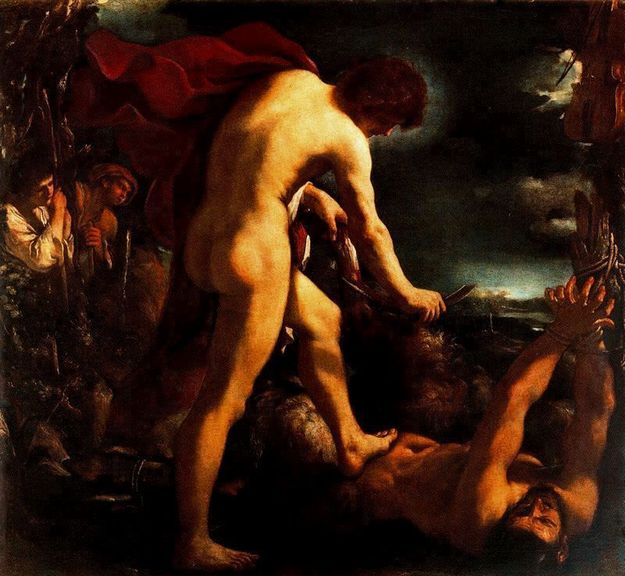
Apollo e Marsia, 1618 - Galleria Palatina di Firenze

Nel 1618 il Guercino prima fece ritorno a Cento, dove per la cattedrale eseguì il San Pietro che riceve le chiavi da Cristo nel 1618, oggi nella Pinacoteca civica, e poi accompagnò a Venezia, su suggerimento del Mirandola e munito di una raccolta di suoi disegni, un canonico centese, tal Pietro Martire Pederzani, il quale li mostrò al noto artista Jacopo Palma il giovane affinché desse un giudizio sulle possibilità di quel giovane pittore desideroso di migliorarsi nella sua arte: si racconta che il pittore veneziano esprimesse la propria ammirazione dicendo che «molto più di me sa questo principiante», e che lo accompagnasse poi per Venezia mostrandogli i dipinti dei migliori artisti. Nello stesso anno è collocabile la pala raffigurante San Francesco e san Ludovico di Francia, commissionatagli da Francesco Naldi (figlio di Ludovico capitano di milizie al servizio di Venezia) ed esposta oggi al Museo Ugonia di Brisighella.

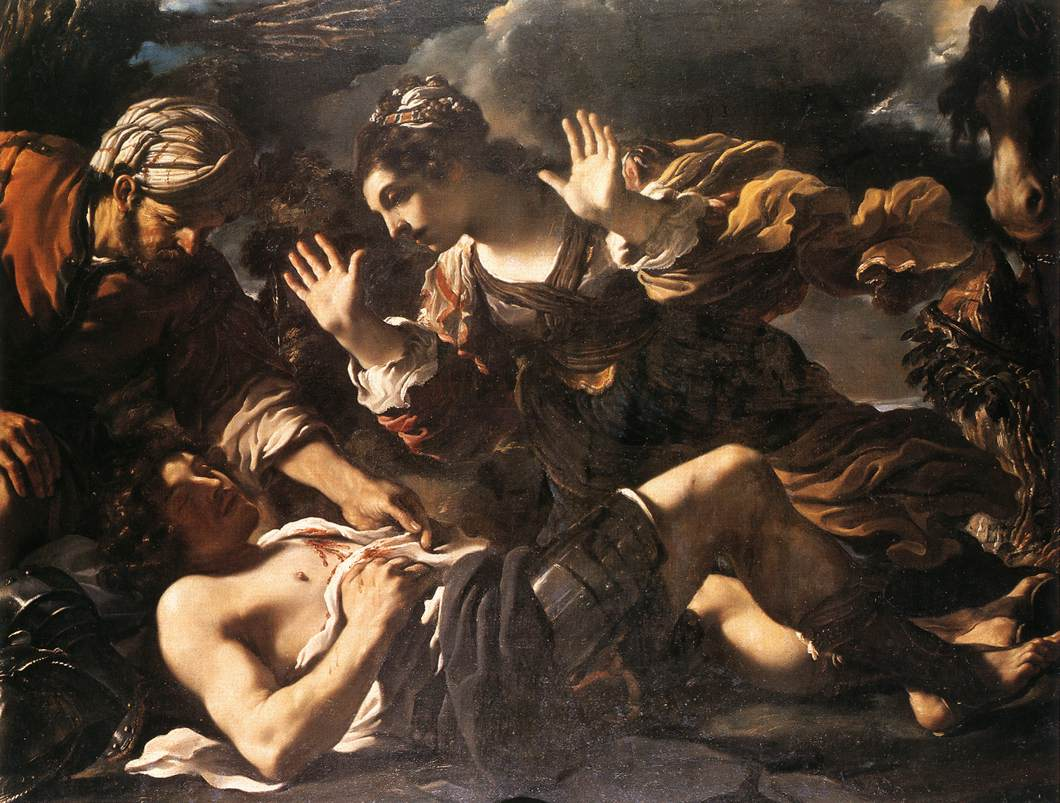
Erminia ritrova Tancredi ferito, 1618-1619 - Galleria di Palazzo Barberini di Roma

Tra il 1618 e il 1619 realizza un cospicuo numero di opere sia per le chiese del territorio, come quella per un altare della chiesa di San Bernardino a Carpi, il Martirio di san Pietro, oggi alla Galleria Estense di Modena, che per la committenza privata, come l'Erminia ritrova Tancredi ferito (per il mosaicista Marcello Provenzale, che confluirà nelle proprietà di Olimpia Maidalchini e quindi per lascito nella collezione Pamphilj, oggi nell'omonima Galleria di Roma) e l'Apollo e Marsia (per il Granduca di Toscana, oggi alla Galleria Palatina di Firenze).

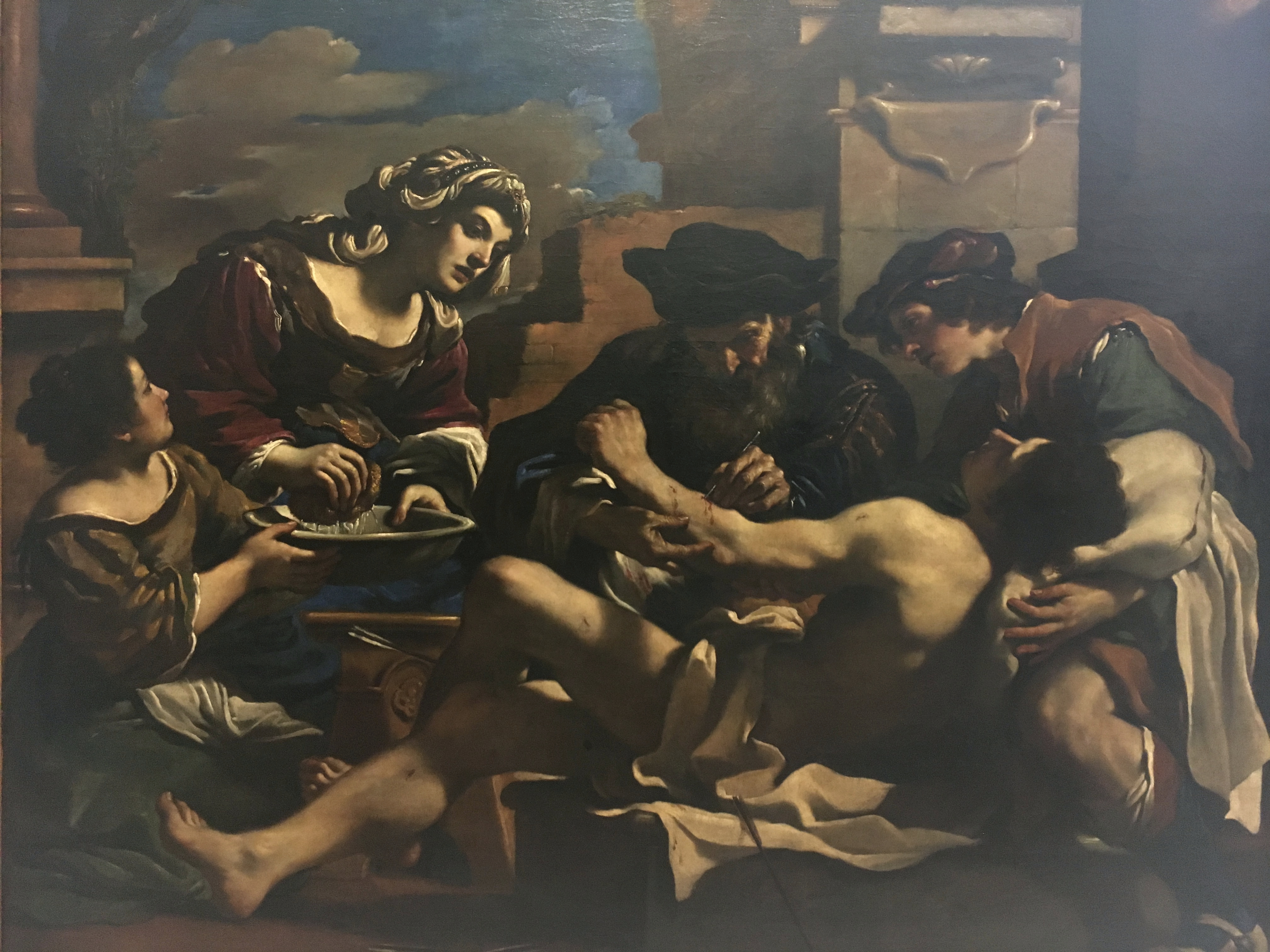
San Sebastiano curato da sant'Irene, 1619 - Pinacoteca nazionale di Bologna

Nel 1619 il pittore è a Ferrara per lavorare al seguito del cardinale Giacomo Serra. Per il legato pontificio compì tre dipinti: il Ritorno del figliol prodigo oggi al Kunsthistorisches Museum di Vienna, il San Sebastiano soccorso oggi alla Pinacoteca di Bologna, il Sansone arrestato (oggi al MET di New York), l'Elia nutrito dai corvi (prima confluito nella collezione Barberini, oggi alla National di Londra), il Giacobbe benedice i figli di Giuseppe (anch'essa poi in collezione Barberini, mentre oggi alla National di Dublino) e la Resurrezione di Lazzaro (oggi al Louvre di Parigi). Durante il soggiorno a Ferrara il pittore era in contatto col duca di Mantova Ferdinando Gonzaga per concordare misure e soggetti di alcune commesse che intanto gli erano pervenute. Nel 1620 circa il pittore soggiorna quindici giorni a Mantova per consegnare la tela dell'Erminia tra i pastori (oggi a Birmingham).
Di rientro in terra emiliana il pittore ricevette, per intercessione ancora una volta di padre Mirandola, alcune commissioni pubbliche, tra cui la Vestizione di san Guglielmo per la chiesa di San Gregorio a Bologna (oggi alla Pinacoteca nazionale cittadina), che sin da subito ebbe gli elogi che meritava da parte dei visitatori. Sempre al 1620 fa poi riferimento un'altra sontuosa pala d'altare, i Santi Francesco e Benedetto per la chiesa di San Pietro a Cento (oggi al Louvre di Parigi), che testimoniano come il pittore avesse acquisito piena personalità in questo genere di composizioni che, ad ogni buon conto, stando alle fonti antiche, pare prediligesse rispetto a quelle decorative su muro.

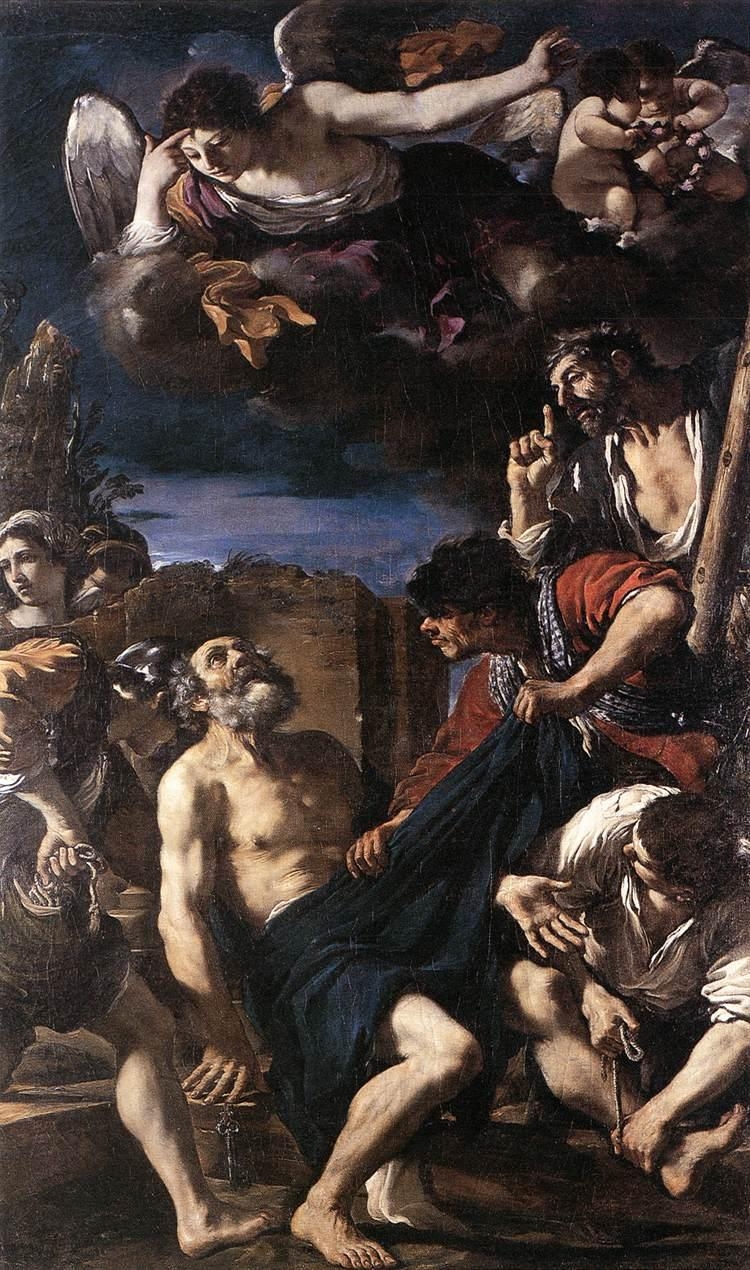
Martirio di san Pietro, 1618-1619 - Galleria Estense di Modena
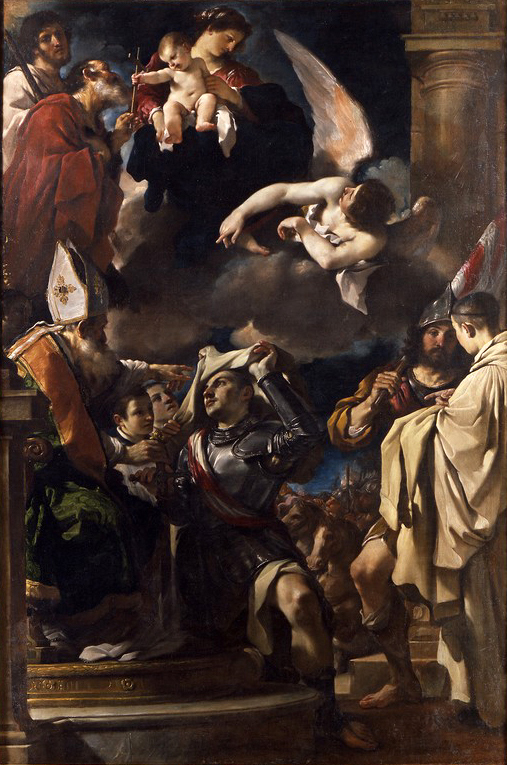
Vestizione di san Guglielmo, 1620 - Pinacoteca di Bologna.
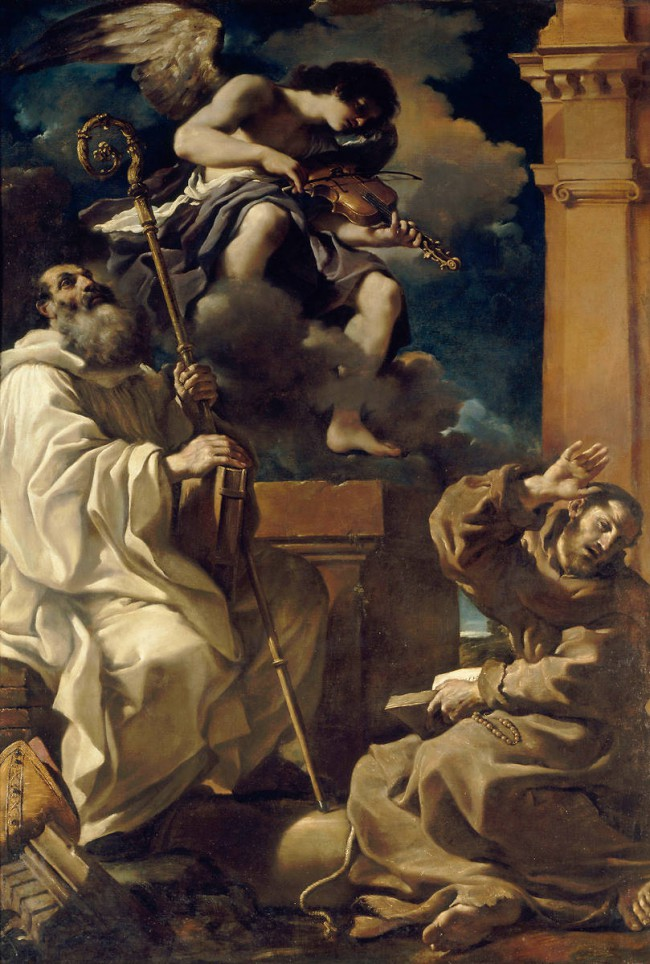
San Francesco in estasi con san Benedetto, 1620 - Museo del Louvre di Parigi

Il 28 gennaio 1621 papa Paolo V Borghese muore; il cardinale arcivescovo di Bologna Alessandro Ludovisi viene eletto pontefice col nome di Gregorio XV il successivo 9 febbraio e dovette trasferisti a Roma. Chiama presso la propria "corte" diversi pittori di ambito emiliano, come il Domenichino, Lanfranco, Guido Reni e, per l'appunto, anche il Guercino, che vi si recò il 12 maggio dello stesso anno, all'età di trent'anni, accompagnato dal suo illustratore di fiducia nonché suo concittadino Giovanni Battista Pasqualini.

### I successi a Roma al seguito di papa Gregorio XV Ludovisi (1621-1623)

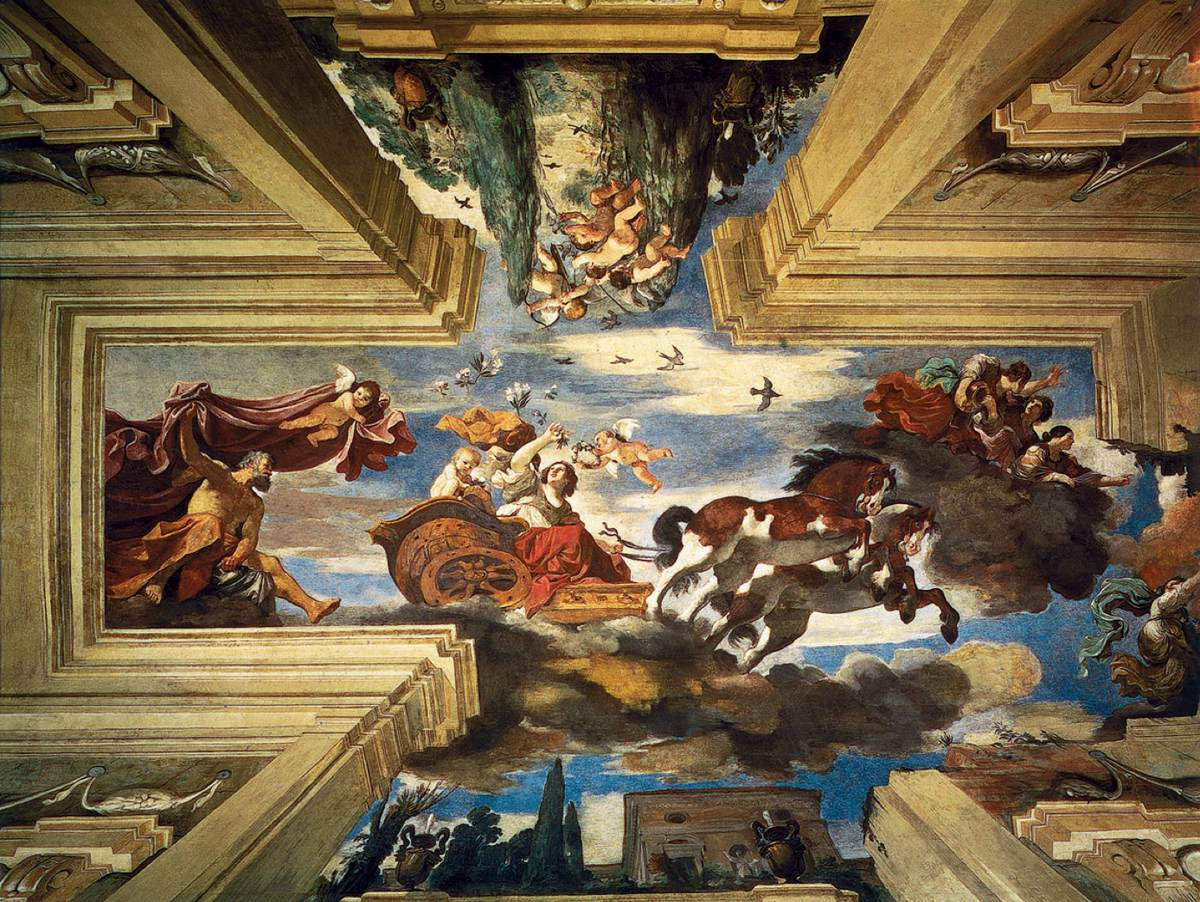
L'Aurora, 1621 - Casino Ludovisi di Roma

Arrivato a Roma il Guercino si trova sin da subito ad essere uno dei pittori prediletti di papa Gregorio XV, il quale per via delle sue origini avviò una "campagna di promozione" verso i pittori emiliani. Papa Gregorio XV intendeva affidargli commissioni di grande prestigio, come la decorazione della Loggia delle Benedizioni in San Pietro, per la quale il pittore avrebbe ricevuto un compenso pari a circa 22.000 scudi.
Seppur breve il pontificato Ludovisi, il pittore riceverà da questi commesse di tal rilevanza che i relativi risultati ottenuti costituiranno alcuni dei momenti più alti del Guercino e più in generale del barocco romano e italiano.

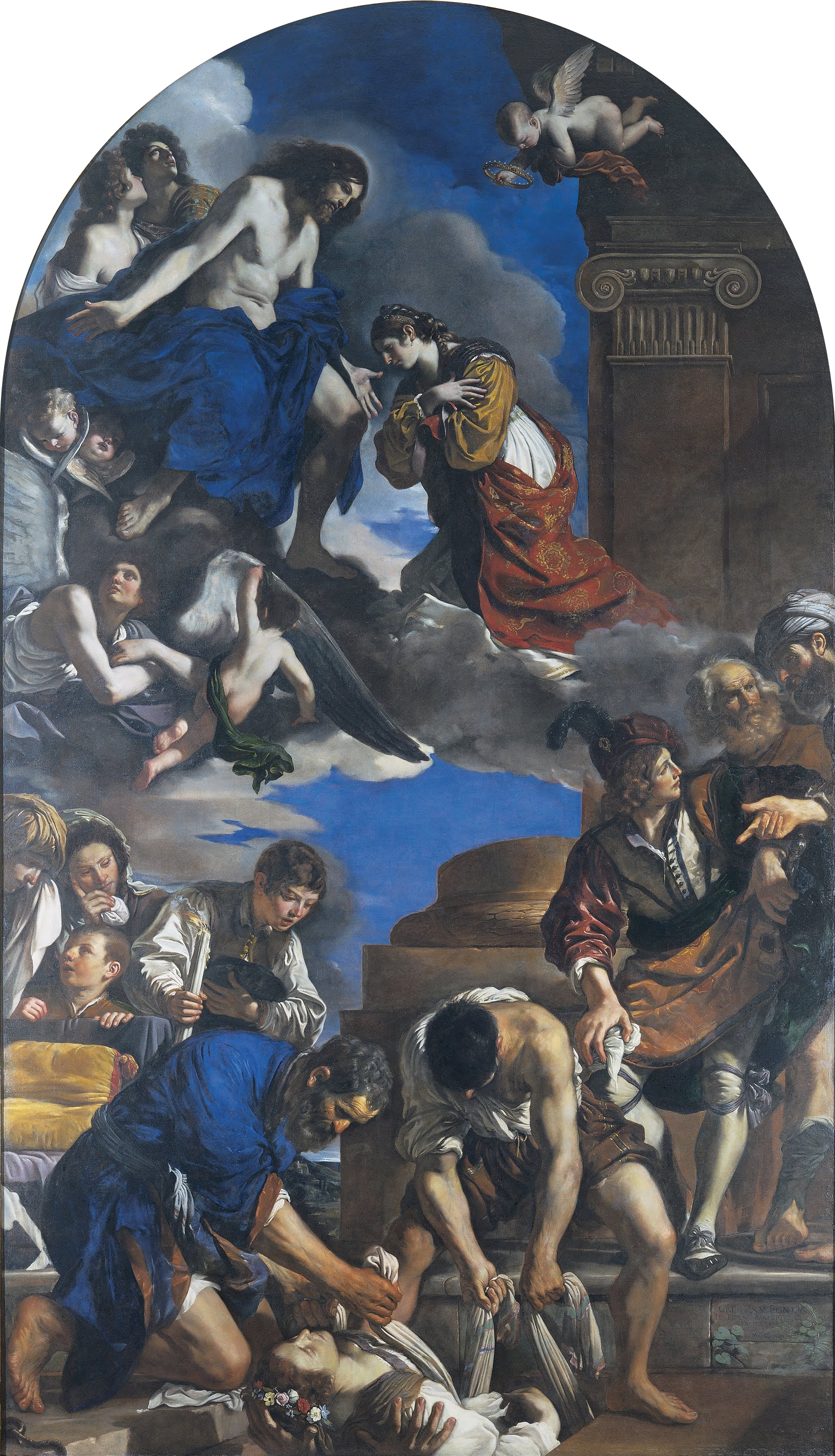
Sepoltura e gloria di santa Petronilla, 1623 - Pinacoteca Capitolina di Roma

Il cardinal nipote Ludovico Ludovisi gli affidò nel 1621 la decorazione del casino dell'Aurora che fu del cardinale Francesco Maria Del Monte, parte di un villino appena acquistato, insieme con l'ampia vigna che gli si stendeva intorno, che assumerà pertanto il nome di villa Ludovisi. Con l'assistenza di Agostino Tassi, che vi affrescò le quadrature architettoniche, il Guercino dipinse con tempera a secco sulla volta della sala centrale al pianterreno del Casino l'Aurora, rappresentata come giovane dea su un carro tirato da due cavalli, davanti ai quali fugge la Notte mentre un genio in volo incorona Aurora di fiori e un altro, sul carro, sparge fiori tutt'intorno; da una parte, sul letto, è il vecchio marito Titone; in alto, tre giovani donne raffigurano altrettante stelle, una delle quali versa rugiada da un'urna. L'esame iconografico del dipinto rivelerebbe l'intenzione non tanto di rappresentare semplicemente il sorgere di un qualunque nuovo giorno, ma l'alba di una nuova era di gloria per la famiglia Ludovisi, intento riaffermato anche nella scena della Fama, con l'Onore e la Virtù (anch'essa a tempera a secco) che decora la volta della sala del piano superiore del Casino. Questi cicli, che danno avvio a una seconda fase pittorica del Guercino, equivarrebbe a una sfida dei Ludovisi rivolta alla potente famiglia Borghese, che pochi anni prima durante il loro pontificato avevano commissionato a Guido Reni il medesimo tema nell'affresco del loro Casino (ora Rospigliosi-Pallavicini).

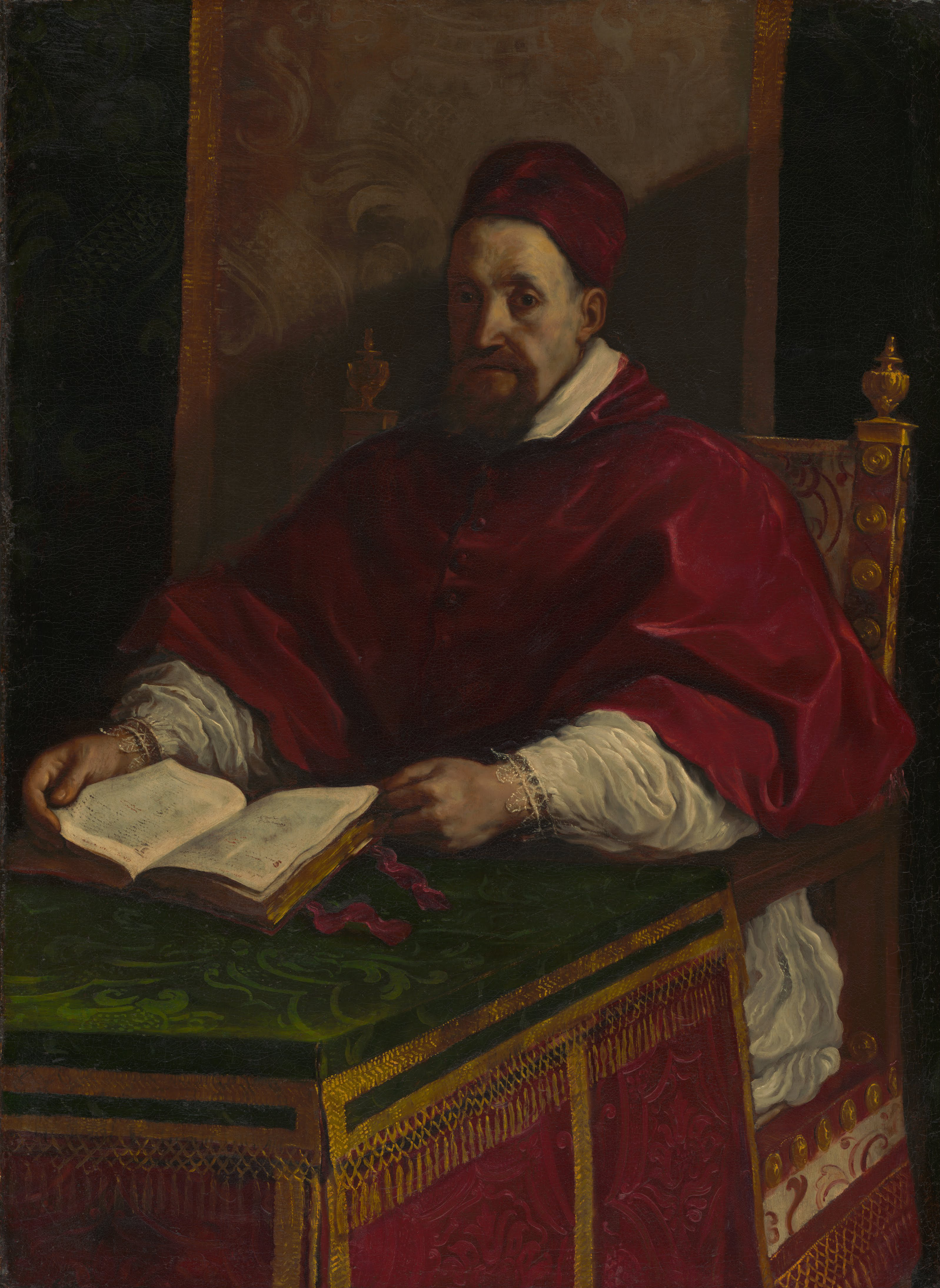
Ritratto di papa Gregorio XV, 1623 - Getty Museum di Los Angeles

I lavori per il casino non furono l'unica opera che il cardinal nipote commissionò al pittore; a questa si aggiunsero la Visione di san Girolamo (oggi al Louvre), la Maddalena penitente con due angeli, che si trovava nella chiesa (non più esistente) di Santa Maria Maddalena delle Convertite al Corso (dal 1817 nei musei Vaticani a seguito della soppressione del monastero nel 1798) e la grande pala della Sepoltura e gloria di santa Petronilla, commissionata per un altare della Basilica di San Pietro nel 1622, da dove fu rimossa nel 1730 per essere sostituita da una copia a mosaico di Pietro Paolo Cristofari (attualmente esposta nella Pinacoteca Capitolina). L'enorme pala sulla figlia di san Pietro è considerata dai suoi contemporanei e dai commentatori successivi il massimo risultato dell'arte del Guercino.
Pochi altri dipinti eseguì in Roma, tutti comunque capisaldi della pittura barocca: una grande tela nel soffitto della basilica di San Crisogono a Trastevere sulla Gloria del santo, commissionata dal cardinale Scipione Borghese intorno alla metà del 1622, ora a Londra, nella cui collezione di famiglia figurerà nl 1693 anche il piccolo olio su rame del Cristo morto compianto da due angeli; ancora, per il palazzo Patrizi (poi divenuto Costaguti) una decorazione per il soffitto di una stanza con la scena di Rinaldo rapito da Armida, commissionata da Costanzo Patrizi; mentre per il palazzo Lancellotti eseguì nelle volte di due distinte sale la Gloria e onore e alcuni Amorini. Durante gli ultimi mesi del 1622 e i primi del 1623 il Guercino realizza poi il Ritratto di papa Gregorio XV, già in collezione Ludovisi e oggi al Getty Museum di Los Angeles.
Con la morte del pontefice, avvenuta l'8 luglio 1623, viene a mancare la possibilità di realizzare la progettata grande decorazione della Loggia delle Benedizioni in San Pietro. Qualche mese dopo la scomparsa del papa, il Guercino lasciò Roma e fece ritorno a Cento.
Il principe di Piombino Niccolò I Ludovisi commissionerà nel 1625 la grande tela dei Santi Gregorio Magno, Ignazio e Francesco Saverio (oggi alla National di Londra), in commemorazione dello zio pontefice che canonizzò i due santi dell'ordine dei gesuiti il giorno il 22 marzo 1622, giorno di san Gregorio Magno.

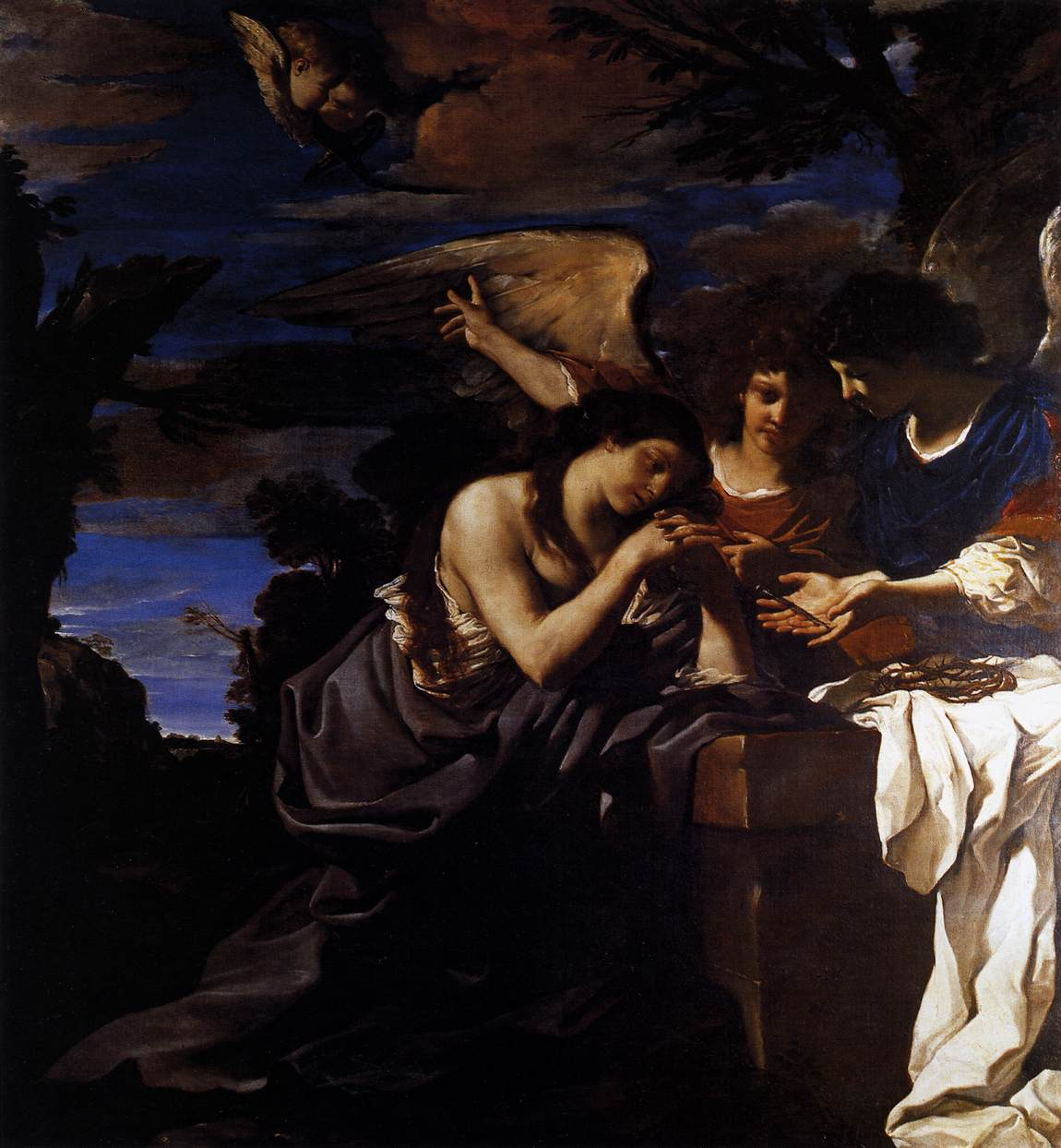
Maddalena e due angeli, 1622 - Pinacoteca vaticana, Città del Vaticano
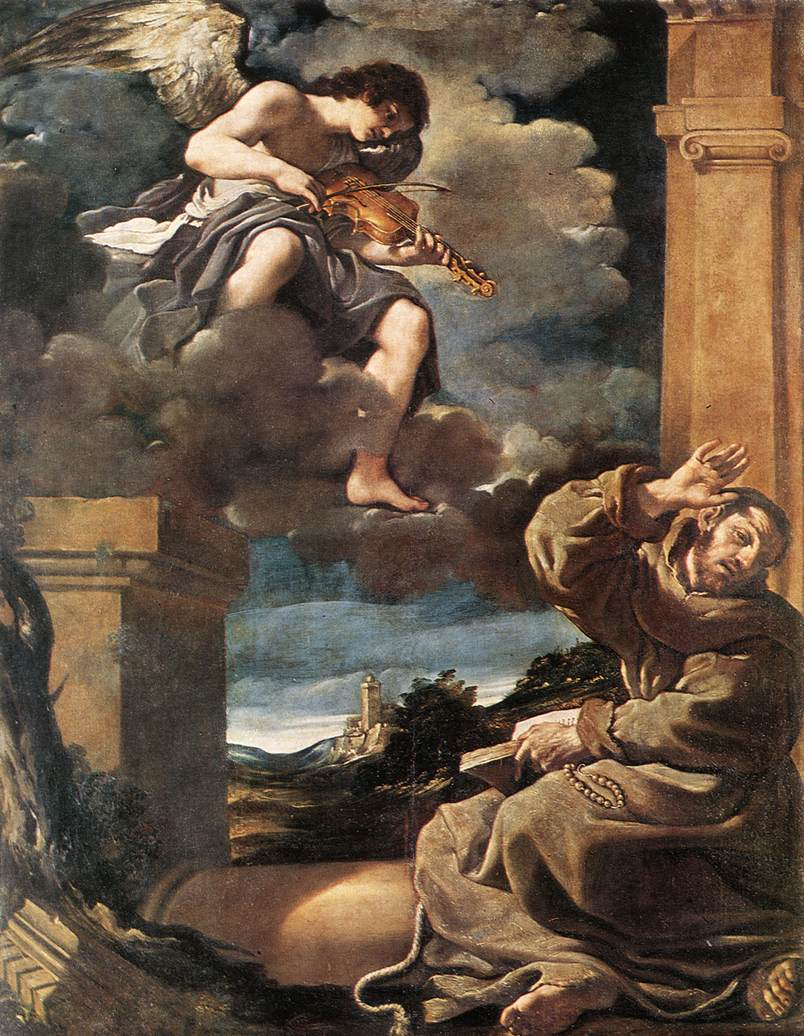
San Francesco in estasi, 1623 ca. - Gemäldegalerie Alte Meister di Dresda
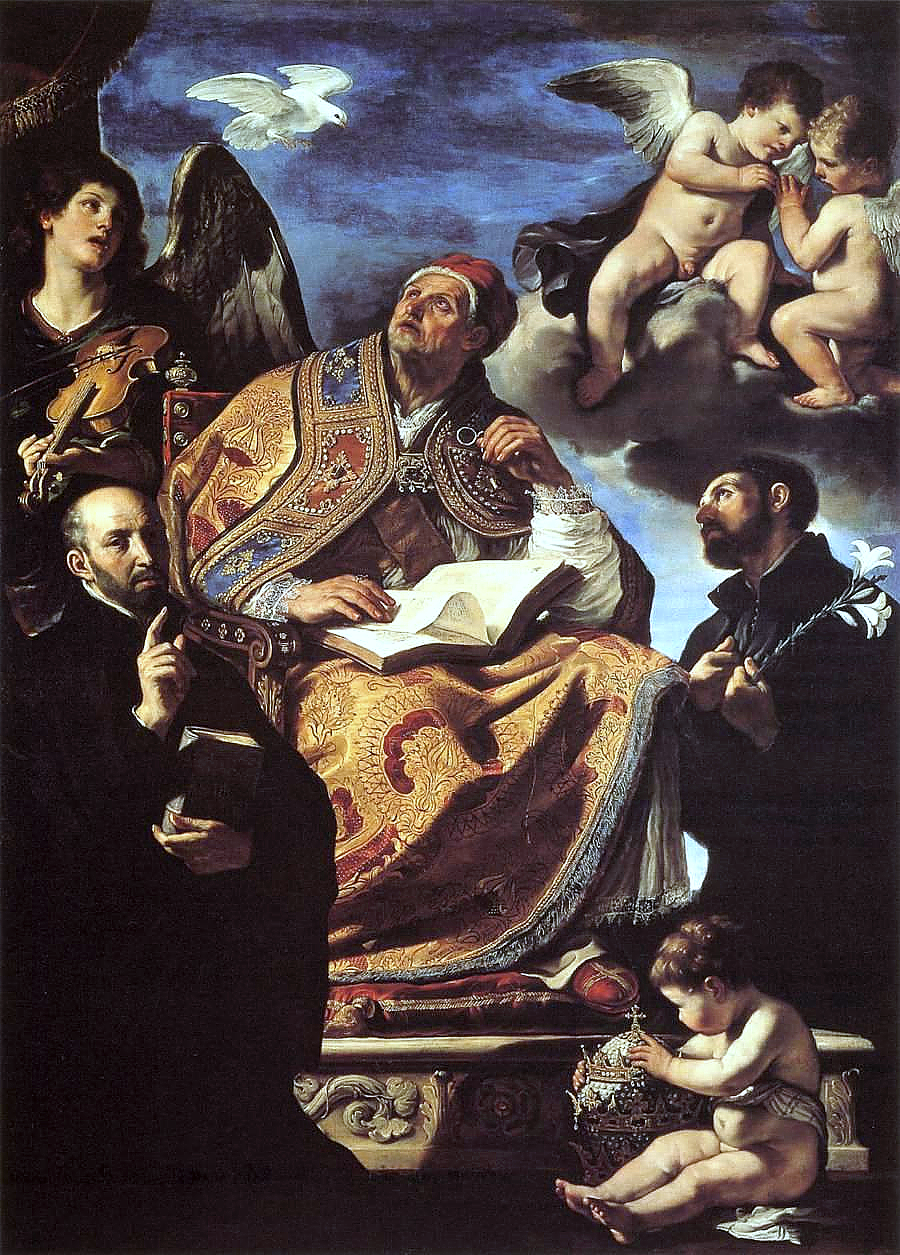
Santi Gregorio Magno, Ignazio e Francesco Saverio, 1625 ca. - National Gallery di Londra

### Il ritorno in Emilia

#### Gli affreschi del duomo di Piacenza (1626)
Di ritorno in patria, la sua fama è affermata e giunta persino in Inghilterra, dove lo si vorrebbe ospitare «con l'offerta di un'annua generosa pensione e di pagargli le opere a qual prezzo ch'egli avesse voluto», ma Guercino non era persona da lasciare famiglia e paese, pertanto per gentilezza al diniego inviò a Londra la Semiramide che riceve la notizia della rivolta di Babilonia (ora a Boston), tipico esempio di pittura da salotto, amata dai suoi committenti.
I suoi primi dipinti di questo nuovo periodo sono l'Assunta, realizzata per il conte Alessandro Tanari di Bologna (oggi nel Museo dell'Ermitage di San Pietroburgo) la Presentazione di Gesù al Tempio di Londra, dove ai forti contrasti di colore dei dipinti della prima maniera succede ora un'illuminazione uniforme e un rigore di composizione nello stile del raffaellismo romano del Domenichino, e la Crocefissione della Madonna della Ghiara di Reggio Emilia, avvicinandosi allo stile classicamente composto di Guido Reni.
Chiamato il 12 maggio del 1626 dal vescovo di Piacenza a continuare gli affreschi della cupola del duomo rimasti interrotti per la morte del Morazzone, concluse l'opera nel 1627. Nel catino della cupola, diviso in otto comparti, aggiunse ai due del Morazzone altri sei Profeti con figure accanto, decorando le lunette sottostanti le vele con quattro Scene del Nuovo Testamento (l'Annunciazione, l'Adorazione dei pastori, la Circoncisione e il Riposo durante la fuga in Egitto) intervallate con altrettante riprendenti coppie di Sibille che affiancano le finestre, mentre sotto queste è un fregio di putti: le difficoltà tecniche di dover dipingere rapidamente in affresco e in forte scorcio furono da lui superate utilizzando numerosi e meticolosi disegni.

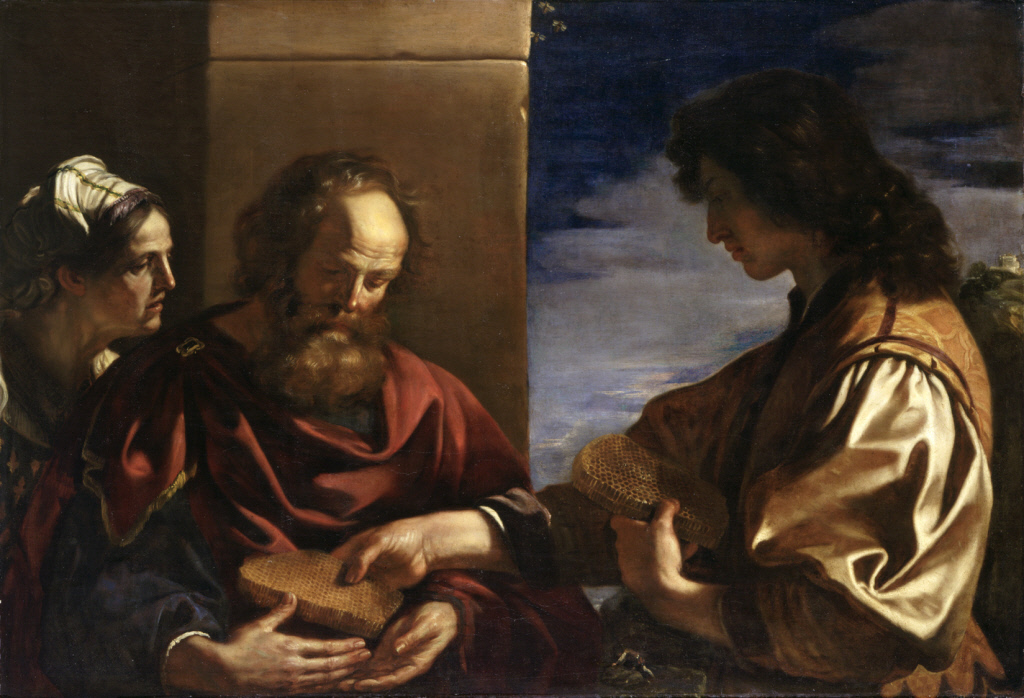
Sansone divide il favo del miele con i genitori (1625-1626) - Chrysler Museum di Norfolk

Ancora a Cento, vi dipinse dal 1628 per l'oratorio del Nome di Dio il Cristo che appare alla Madonna, ora nella Pinacoteca civica. L'anno seguente Diego Velazquez prima di giungere a Roma si fermò nella cittadina emiliana su suggerimento del cardinale Giulio Cesare Sacchetti, presso cui era andato il pittore spagnolo, al tempo legato a Ferrara dal 1627 e che conosceva il Guercino poiché possedeva il Giacobbe che benedice i figli di Giuseppe che fu del cardinal Serra. Il cardinale sponsorizzò l'operato del Guercino e invitò infatti il Velazquez a far conoscenza del pittore centese.
Seppur lontano da Roma, il Guercino continuò in quegli anni a lavorare per illustri cardinali dell'ambiente clericale locale, come i Barberini, dove eseguì il Sansone porta il favo di miele ai genitori (1625-1626), oggi al Museo di Norfolk, dov'è presente nella scena una chiara citazione all'araldica della famiglia, o come il Marte che fu della collezione Albani, oggi in collezione privata inglese.

#### I lavori per il cardinale Bernardino Spada (1629-1631)
Il Guercino insieme con il fratello Paolo Antonio, suo convivente e amministratore delle questioni burocratiche, anch'egli pittore all'interno della bottega specializzato prevalentemente alla realizzazione di nature morte, istituì il 4 gennaio del 1629 il Libro dei conti, una contabilità dei pagamenti ricevuti per le sue tele, da un punto di vista storiografico molto prezioso perché permette di individuare le opere del Guercino e le date della loro composizione.

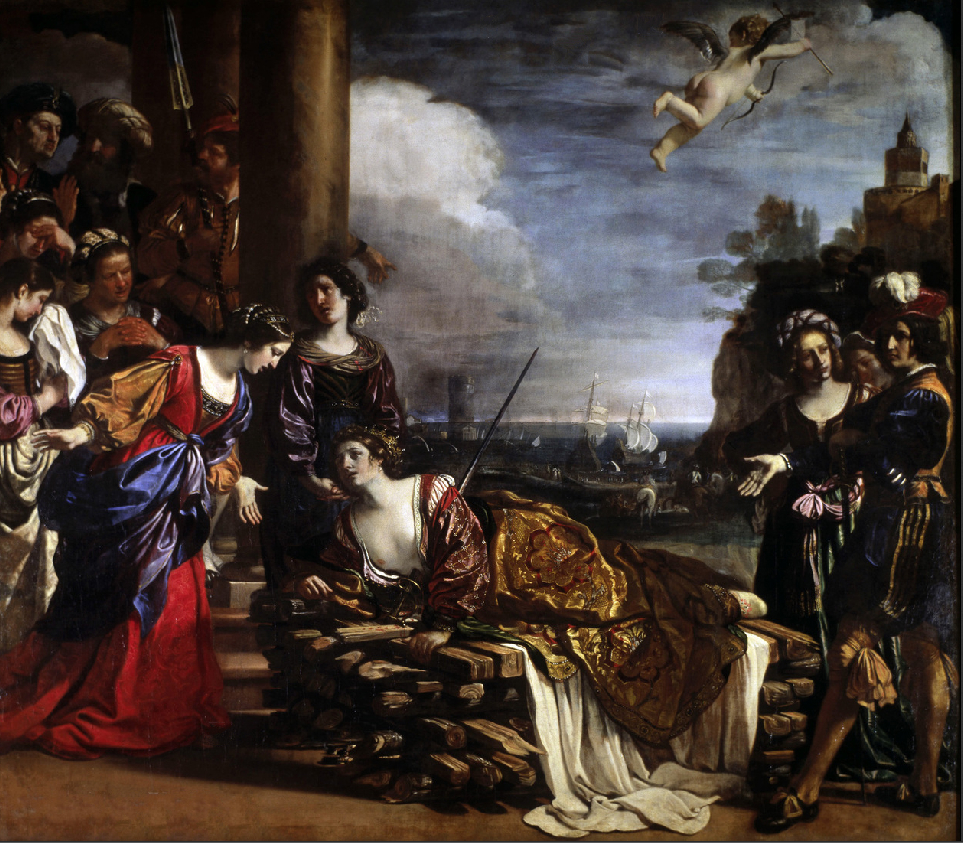
Morte di Didone, 1631 - Galleria Spada di Roma

Dopo aver affrescato il soffitto di una sala del palazzo Sampieri Talon di Bologna con un Ercole e Anteo, il Guercino ricevette nel 1629 dalla regina Maria di Francia, tramite il cardinale Bernardino Spada, al tempo legato di Bologna, un invito a raggiungere la sua corte per eseguire dei cicli di affreschi per il palazzo del Lussemburgo. La richiesta avanzata al Guercino avvenne successivamente a un'altra già rifiutata da Guido Reni. In quest'occasione la regina si rivolse allo Spada per sapere quale pittore egli avrebbe potuto consigliare per un'impresa simile, e il cardinale rispose che il Guercino, dopo il Reni, era quello più stimato in Italia in quel momento, avendo addirittura a vantaggio di Guido una maggior robustezza fisica e giovinezza d'età.

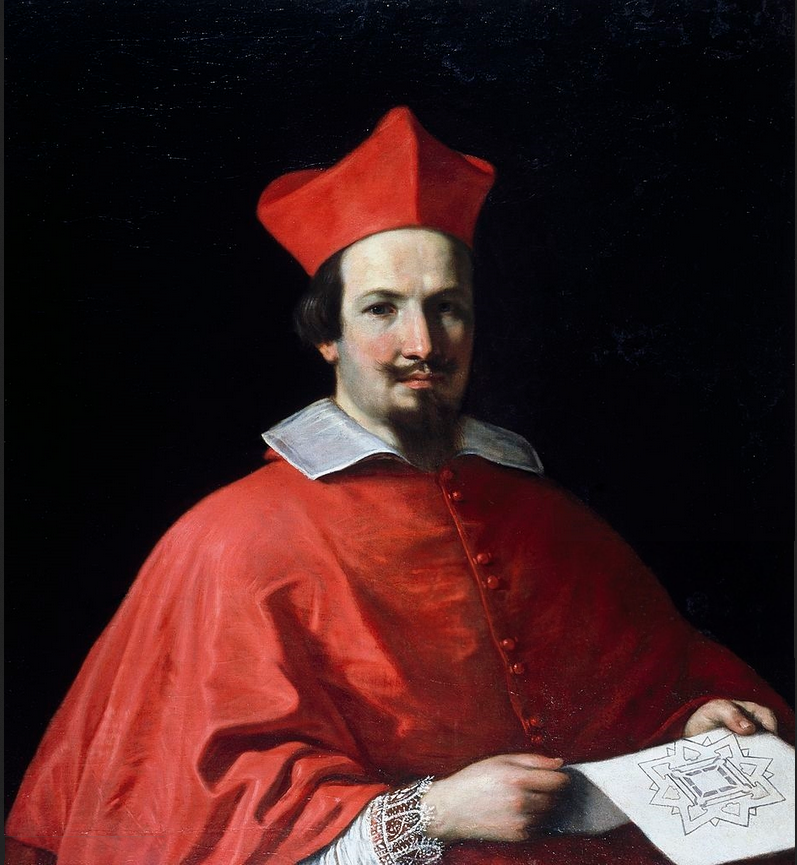
Ritratto di Bernardino Spada, 1631 - Galleria Spadadi Roma

Maria de' Medici per comprendere meglio le qualità del pittore chiese quindi l'esecuzione di una tela da spedirgli: fu così che venne realizzata la Morte di Didone (oggi alla Galleria Spada di Roma). Anche in questo caso, tuttavia, seppur il cardinal Spada assicurò alla regina che sarebbe riuscito a persuadere il Guercino entro Pasqua o la primavera del 1630, l'invito al pittore di recarsi oltralpe non ebbe esito positivo per i troppi impegni che questi aveva in Italia in quel momento. Neanche il dipinto nel frattempo riuscì a giungere alla regina, in quanto questa era dovuta fuggire dalla Francia in esilio per motivi di conflitti interni al paese. Il cardinale Spada, quindi, il 30 settembre del 1631 invia una lettera al pittore per fargli sapere delle sue intenzioni di acquistare la grande tela per sé stesso, cosa che avvenne concretamente dietro il corrispettivo di 400 scudi.
Coevo a questi anni ci fu anche il Ritratto a mezzo busto del cardinale Spada (oggi nella Galleria omonima di Roma), pressoché in contemporanea con una versione a figura intera del Reni, col quale a partire da questi anni vedrà intrecciarsi più volte l'attività artistica.
Il dipinto della Morte di Didone viene spedito a Roma nel 1632, dove si era trasferito il cardinale. Il sodalizio tra committente e pittore durerà anche successivamente: nel 1634 viene infatti richiesto il contributo del pittore alla decorazione delle nuove sale del palazzo Capodiferro, al 1635 risulta una notula di pagamento di 34 scudi per un quadro con l'Astrologia, mentre nel 1640 il pittore viene invece pagato 20 scudi per un San Pietro.

#### Il Guercino successore di Guido Reni a Bologna
Nel 1633, quando aveva compiuto 42 anni, certi suoi amici cercarono di persuaderlo a prender moglie: il Guercino sembra esser stato tutto inteso al lavoro e desideroso di mantenersi «per tutta la vita disciolto e in libertà». Rifiutò nuovamente il pur allettante invito rivoltogli da Luigi XIII di trasferirsi in Francia, come ne declinò anche un ulteriore a recarsi in Inghilterra.

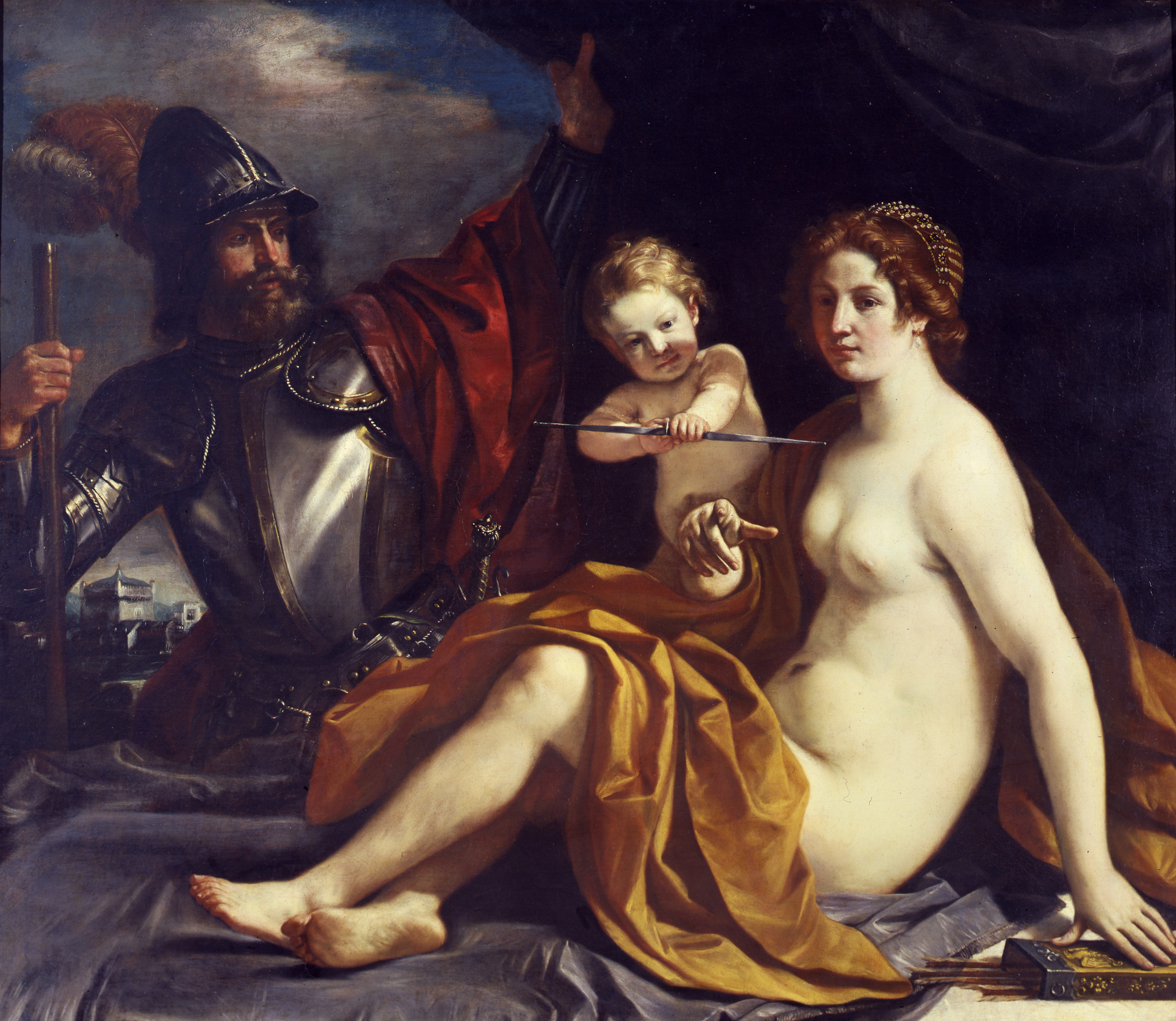
Venere, Cupido e Marte, 1633 - Galleria Estense di Modena

Il pittore aveva definitivamente scelto di restare celibe e di rimanere in Italia, seguendo in qualche modo il percorso che aveva fatto Guido Reni (anch'egli nel 1626 rifiutò l'invito di recarsi in Inghilterra e preferì vivere nella sua natia Bologna anziché a Roma).
Agli ultimi trent'anni di attività del pittore risalgono un numero smisurato di opere, confermando lo status di pittore particolarmente prolifico. Le opere vennero richieste sia per il decoro di edifici pubblici che per il collezionismo privato di cardinali e nobili dell'ambiente emiliano e dintorni; appartengono a questi anni la Venere, Cupido e Marte (1633), realizzata per il duca di Modena Francesco I d'Este, che la voleva nel suo palazzo di Sassuolo, la Madonna col Bambino (1636) per il cardinal Stefano Durazzo, legato di Ferrara tra il 1634 e il 1637, oggi all'Art Museum di Arizona, una Sant'Agnese (1637) per il cardinale Girolamo Colonna, allora arcivescovo di Bologna, confluita nella collezione Colonna e poi in una privata inglese. Nel 1640 compie per Giulio Cesare Sacchetti, nuovo cardinale di Bologna (in carica dal 1637), ma già vecchia conoscenza a Ferrara intorno al 1629, la Cleopatra davanti a Ottaviano, che poi verrà portata a Roma successivamente mescolandosi con le opere raccolte fino a quel momento dal fratello Marcello, costituenti la collezione Sacchetti.

Nel 1641 il priore della certosa di Pavia, Ignazio Bulla, gli commissionò la grande pala della Madonna con Bambino in trono tra San Pietro e San Paolo per l'altare dei Santi Pietro e Paolo. Coevi furono poi il San Romualdo protetto da un angelo contro un diavolo, per il monastero di Sant'Apollinare in Classe a Ravenna e la Visione di san Girolamo per la chiesa di San Girolamo a Rimini.

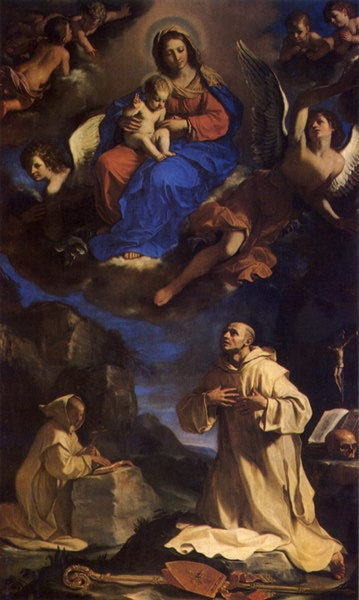
Visione di san Bruno, 1647 - Pinacoteca nazionale di Bologna

L'8 agosto 1642 Guido Reni muore; nel mentre il Guercino lascia definitivamente Cento per trasferirsi a Bologna, poiché quest'ultima città era ritenuta essere più sicura rispetto alla prima, che invece in quegli anni viveva continue minacce militari. Secondo parte della critica il trasferimento a nuova sede fu dovuto anche perché il Barbieri non aveva più «a temere il confronto di un così [Guido Reni] eccellente e celebrato compositore». A Bologna il pittore trovò dimora presso l'amico e conte Filippo Aldrovandi, fin quando nel 1644 non ebbe dapprima soggiorno nella parrocchia di San Benedetto, per poi acquistare una propria casa nello stesso anno per 4.250 scudi.
In questi anni furono realizzate ancora un cospicuo numero di tele, tra cui il San Francesco che riceve le stimmate (1642) per il principe Carlo Alessandro d'Este, l'Atlante (1645 circa) e l'Endimione (1647), per il principe Lorenzo de' Medici (poi donato a Camillo Pamphilj e quindi nella collezione omonima), la Sibilla Persica (tra il 1645 e il 1647), per il Governatore di Cento Carlo Rondinelli, e la Morte di Cleopatra (1648), per la collezione Durazzo di Genova.

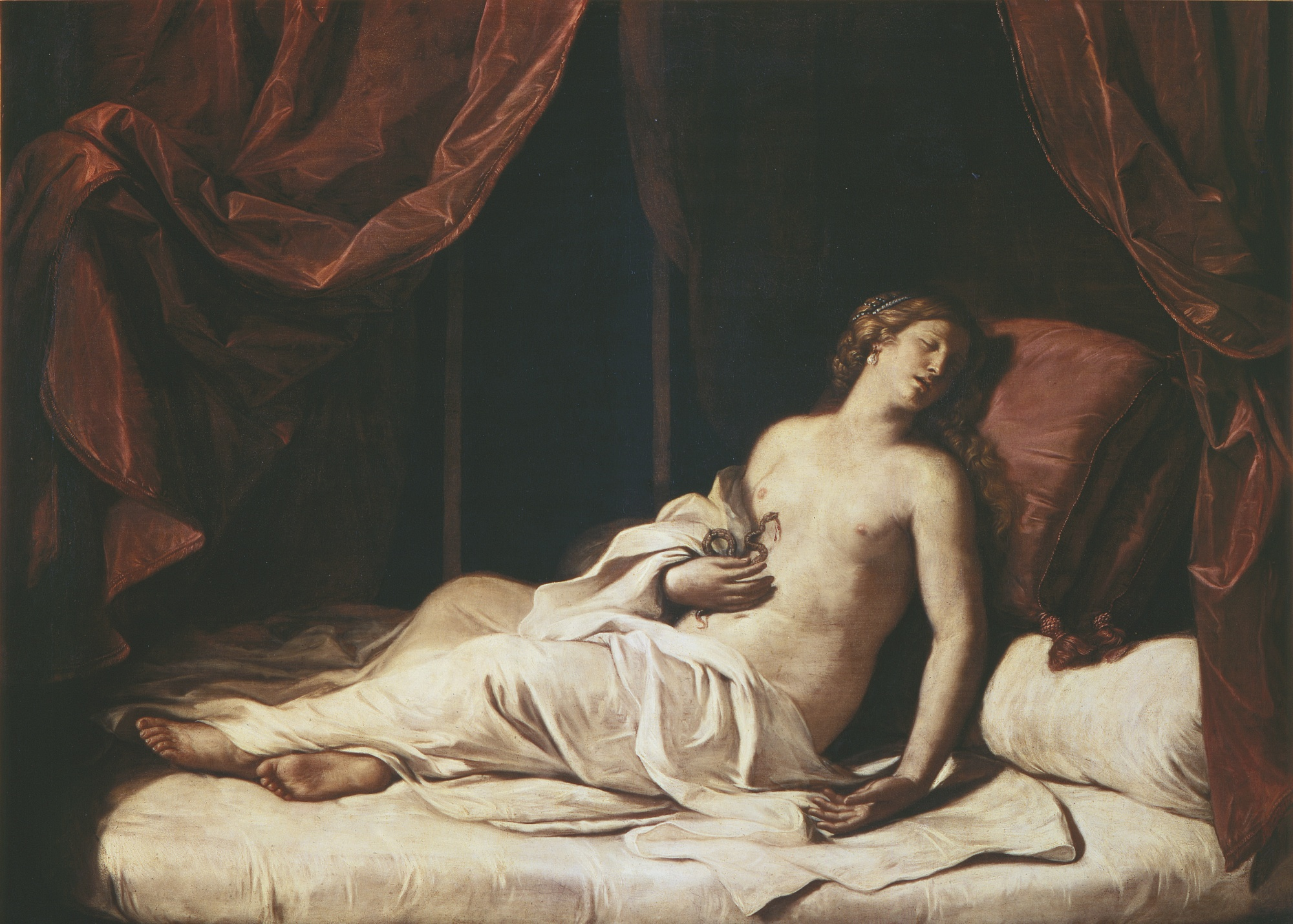
Cleopatra morente, 1648 - Museo di Palazzo Rosso di Genova

Nel 1646 dipinse l'Annunciazione per la chiesa della Santissima Annunciata degli Scolopi poi trasferita nella chiesa di Santa Maria Maggiore a Pieve di Cento. Il Guercino, pur continuando a soddisfare le numerose richieste di lavoro, non mancava di tenere scuola nel suo studio e, nel mentre, era anche uno dei quattro direttori, insieme con Francesco Albani, Alessandro Tiarini, Giovanni Andrea Sirani e Michele Desubleo, della Scuola di nudo fondata nel suo palazzo dal conte Ettore Ghisilieri, che durò fin quanto quest'ultimo non intraprese vita religiosa nel 1652. L'Accademia fu celebre al tempo, ove il Guercino disegnava generalmente «l'ignudo col carbone, in carta leggermente tinta, e così grandioso il facea e così facile, con una macchia in cui percotendo il riflesso della luce, risaltavano li principali oscuri, e con pochi risoluti lumi di gesso o di biacca». Per il Ghisleri Guercino eseguì due ovali con due santi (Giovanni Battista e Giuseppe) nel 1644 e nel 1649.
 

Ancora una volta la vita del Guercino si intreccia in qualche modo con quella di Guido Reni: quest'ultimo aveva infatti lasciato incompiuta una grande tela con un San Bruno destinata ai monaci della certosa di Bologna a causa della prematura scomparsa. Al Guercino fu chiesto di completare l'opera, ma questi rifiutò la commessa proponendo una tela ex-novo tutta di sua mano. Dipinse così nel 1647 la Visione di san Bruno, «una delle più vigorose ed emozionanti pale d'altare del periodo tardo», nel quale il santo, nella solitudine del deserto, ha la visione della Madonna con il Bambino, mentre un suo compagno, poco lontano, medita su un libro: celebrato per «forza e vaghezza di colore», il santo «spira nel volto un vivo affetto, ed è di carnagione adusta, qual si conviene ad uno che trovasi sovente esposto all'ardore del sole, ove al contrario il Bambino e la Vergine scorgonsi di fresca e morbida carne coloriti».

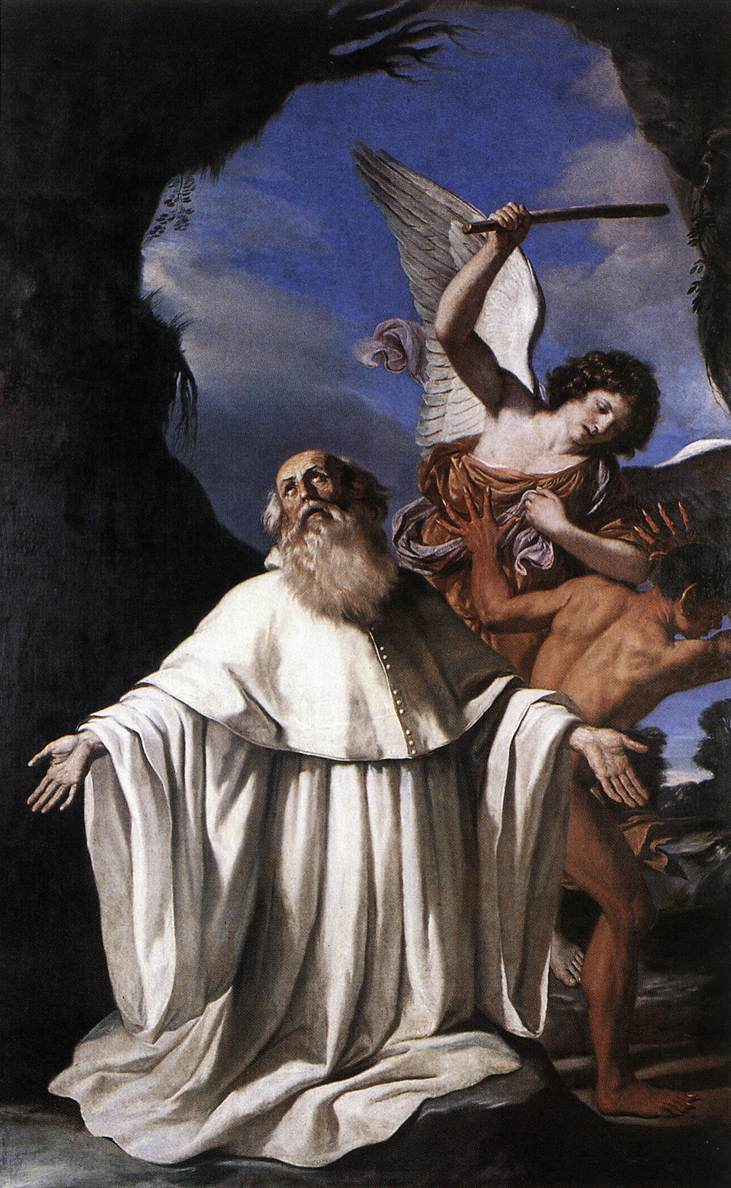
San Romualdo, 1640-1641 - Museo d'arte della città di Ravenna
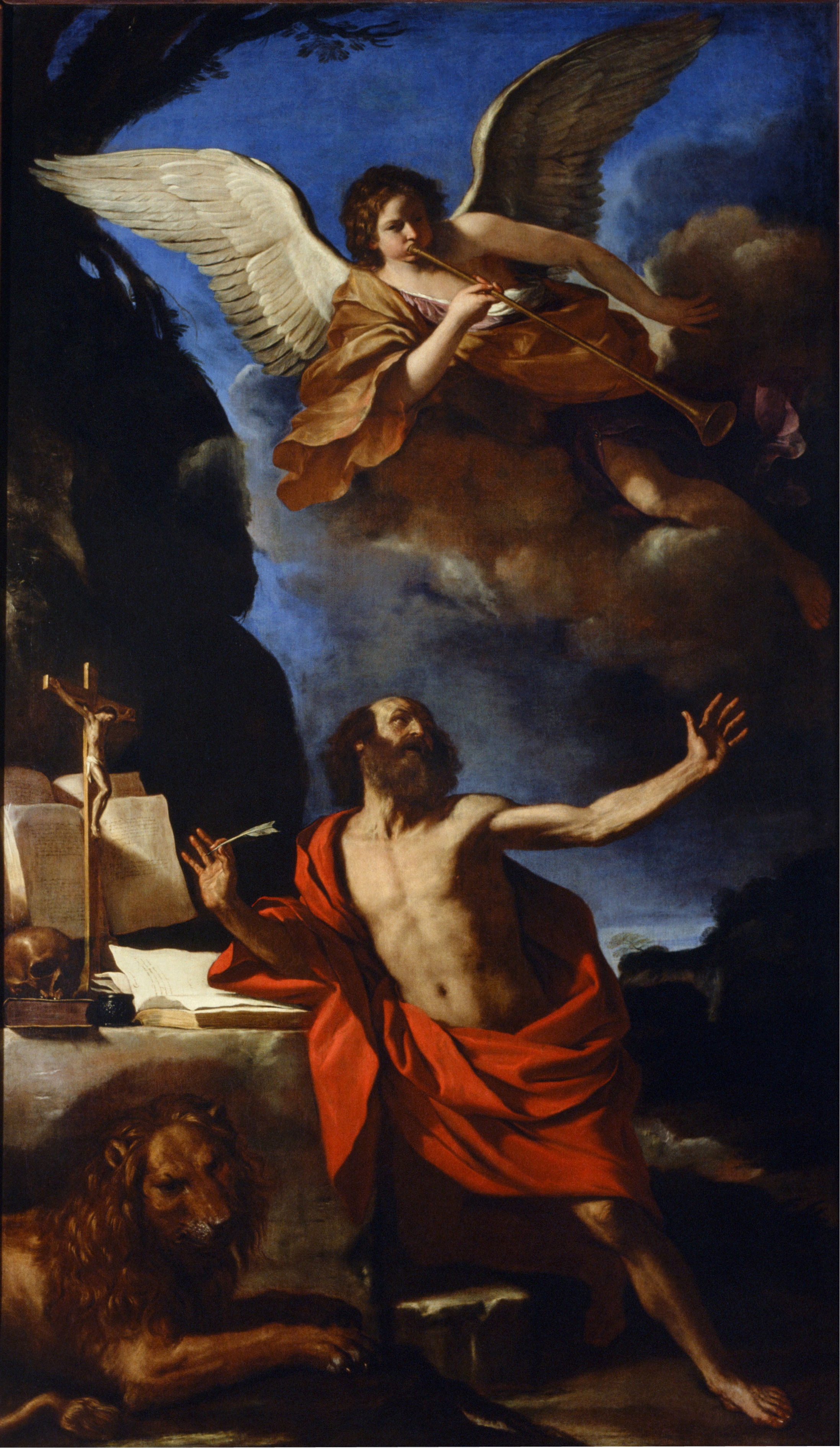
Visione di san Girolamo, 1641 - Museo civico di Rimini
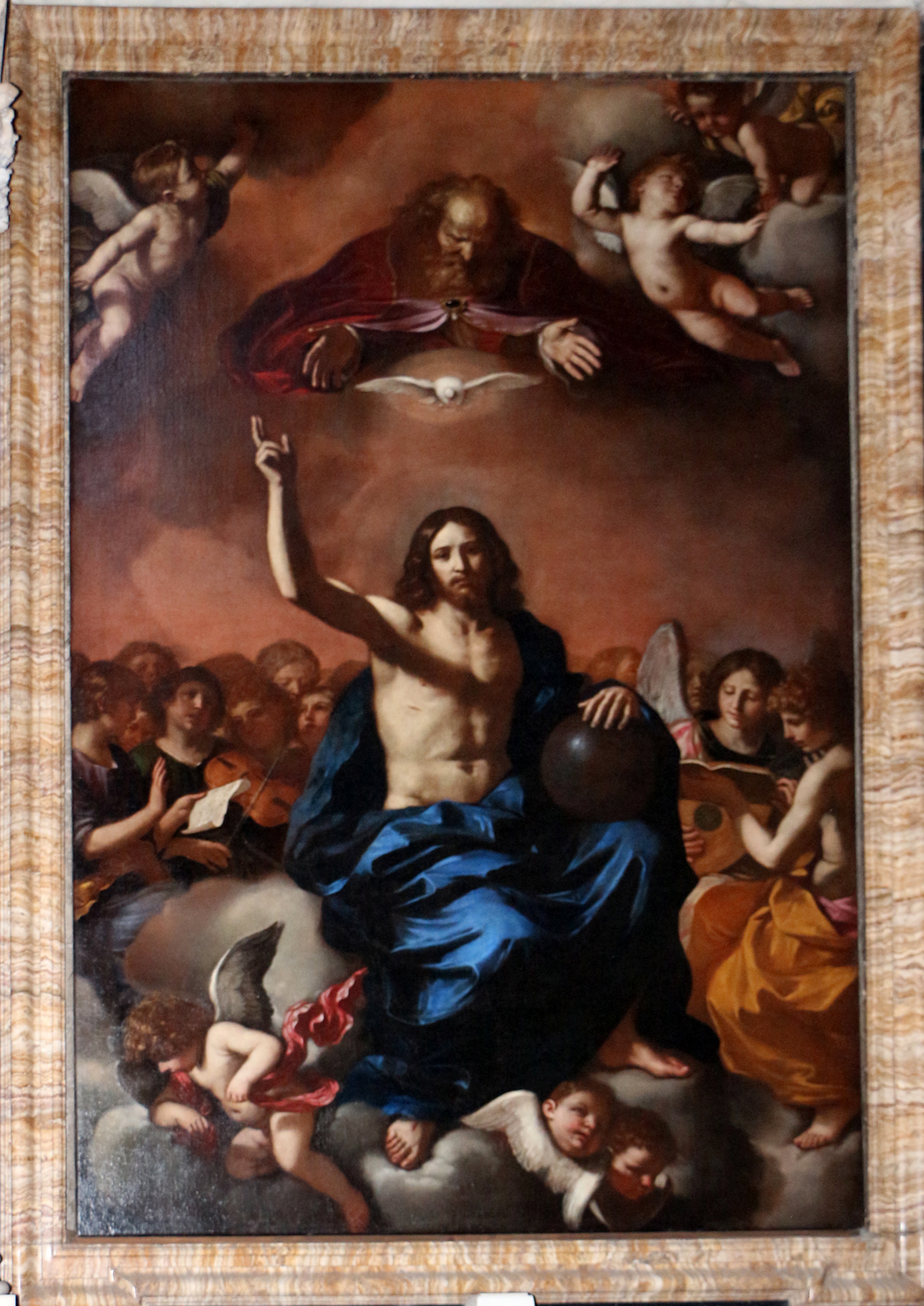
Santi Gregorio Magno, Ignazio e Francesco Saverio, 1642 - Chiesa di Santa Maria della Vittoria di Roma
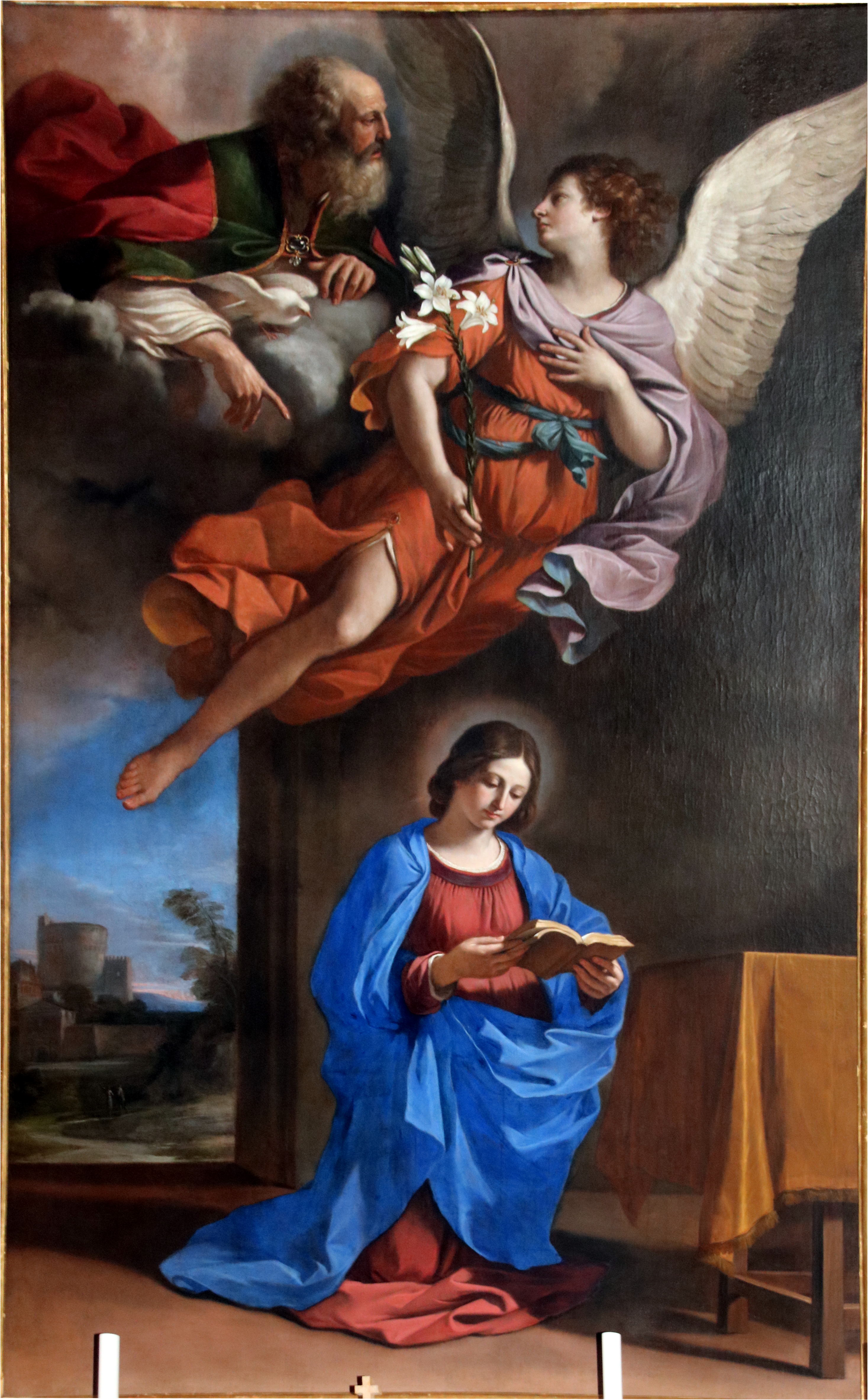
Annunciazione, 1646 - Collegiata di Santa Maria Maggiore di Cento

#### Gli ultimi anni (1648-1661)
Del 1648, invece, è un'altra Annunciazione, originariamente dipinta per la chiesa di San Filippo Neri di Forlì ed esposta attualmente nella Pinacoteca civica della stessa città. Nel 1649 morì il fratello minore Paolo Antonio all'età di 46 anni; il duca di Modena Francesco I d'Este invitò il Guercino a Modena per godere di un breve periodo di riposo e di svago che gli facesse superare la depressione. Fu assieme ai suoi allievi al palazzo ducale di Sassuolo, dove realizzò alcune opere.

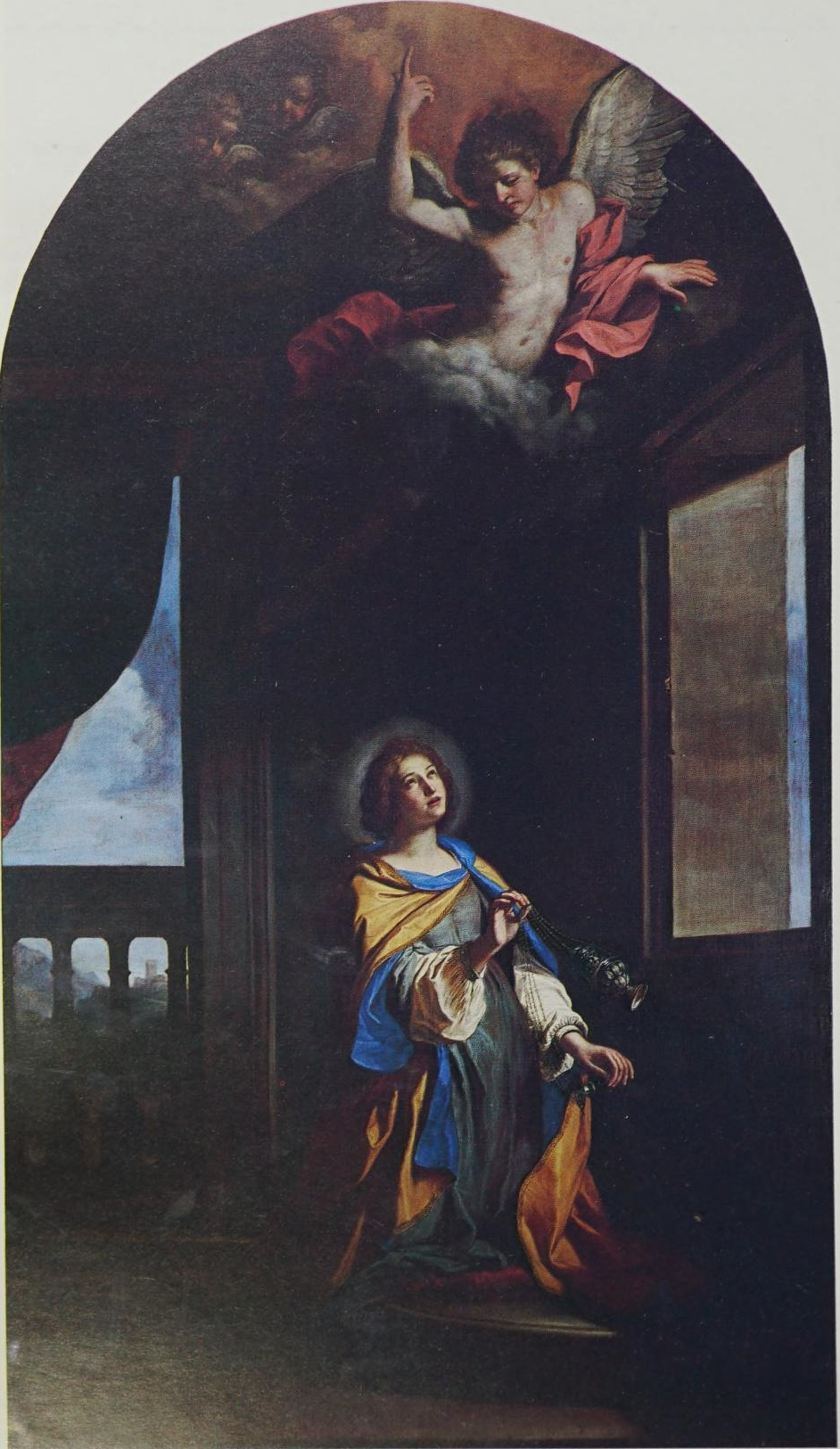
Santa Palazia, 1658 - Pinacoteca civica Francesco Podesti di Ancona

Nella casa-studio di Bologna andarono a vivere la sorella Lucia e il cognato pittore Ercole Gennari, figlio di Benedetto senior, uno dei primi maestri del Guercino, il quale subentrò a tutti gli effetti allo scomparso Paolo Antonio, collaborando con il pittore centese e occupandosi anche dei suoi affari.
Agli anni '50 del secolo risalgono ancora svariate opere, sia destinate al decoro di edifici pubblici che per il collezionismo privato: come il San Francesco che riceve le stimmate (1651), visibile nella chiesa di Santa Maria in Laterano in Schiavonia, a Forlì, il celebre San Giovanni Battista che predica (realizzato intorno all'anno 1654), oggi conservato nella Pinacoteca civica di Forlì, la Sibilla Cumana con un putto (1651) per il principe Mattias de' Medici, l'Amor virtuoso (1654) commissionata dal cardinale Camillo Massimo, il Ritorno del figliol prodigo (1655) per i'arcivescovo di Bologna Girolamo Boncompagni e la Santa Palazia (1658), commissionata dal marchese Gregorio Spada, nipote del più noto Bernardino, per decorare l'omonimo monastero di Ancona.

#### La morte (1666)

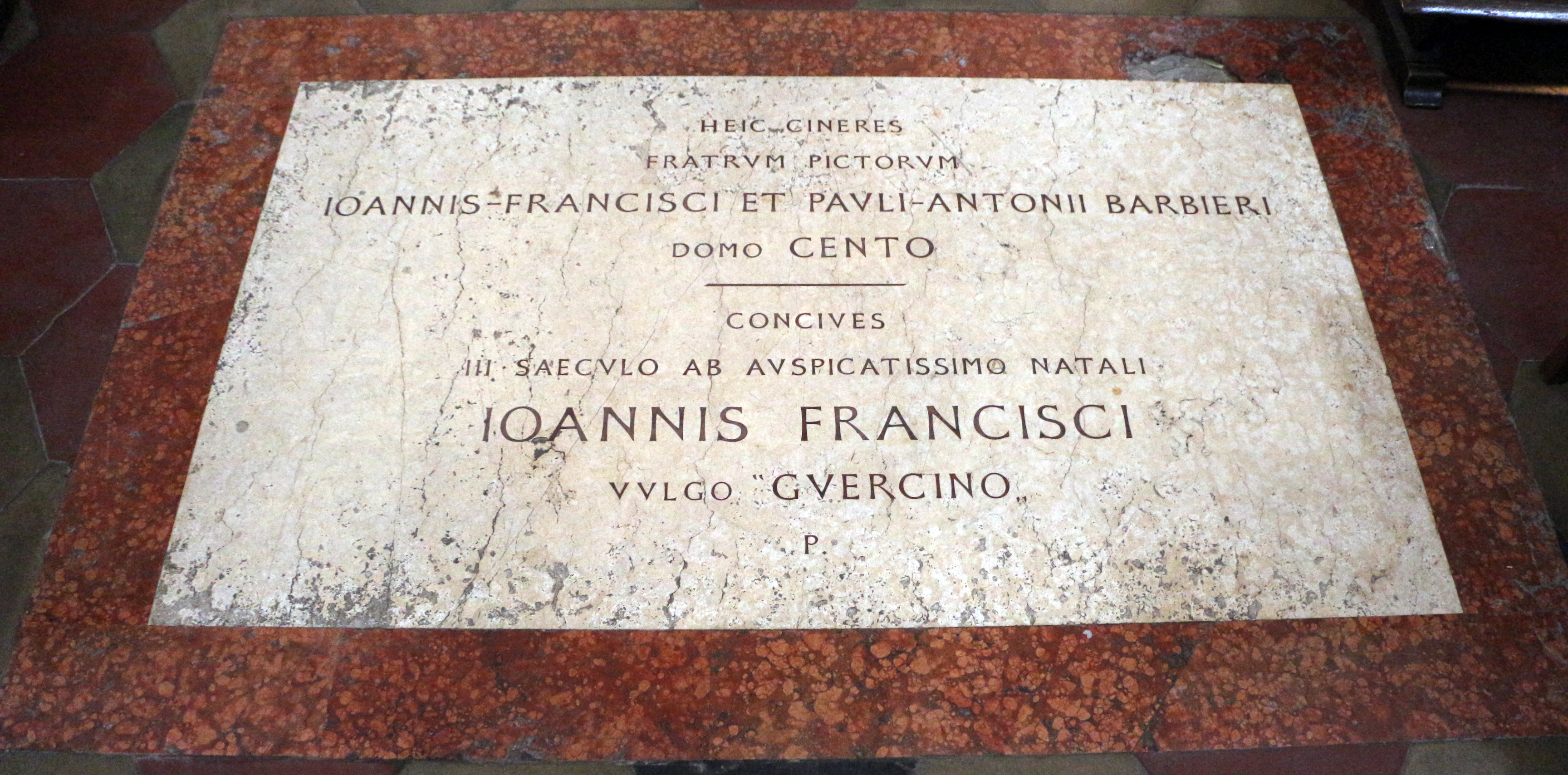
La tomba di Guercino nella chiesa di San Salvatore a Bologna

Nel novembre 1661 Guercino si riprese da un infarto: la sua attività, come mostra il Libro dei conti, ebbe un notevole rallentamento.
L'11 dicembre 1666 il pittore muore: « [...] fu sorpreso da nuovo e grave malore a cui non poté troversi rimedio, e giunto alli 22 dello stesso mese dovette soccombere al comun destino, e incontrollo con rassegnata ilarità e tutto a Dio rivolto».
L'atto di morte fu redatto nella chiesa bolognese di San Salvatore, dove il pittore ebbe sepoltura: «Addì, 24 dicembre 1666. Il Sig. Gio. Francesco Barbieri Pittore famosissimo, uomo religiosissimo d'anni 74, dopo aver ricevuto li santissimi Sacramenti, rese l'anima al Creatore. Fu sepolto in nostra Chiesa nella sepoltura di mezzo, essendogli state celebrate solennissime esequie».

## Stile
(Johann Wolfgang von Goethe, Viaggio in Italia)

### La«prima maniera»

#### Le influenze tra Ludovico Carracci e Caravaggio

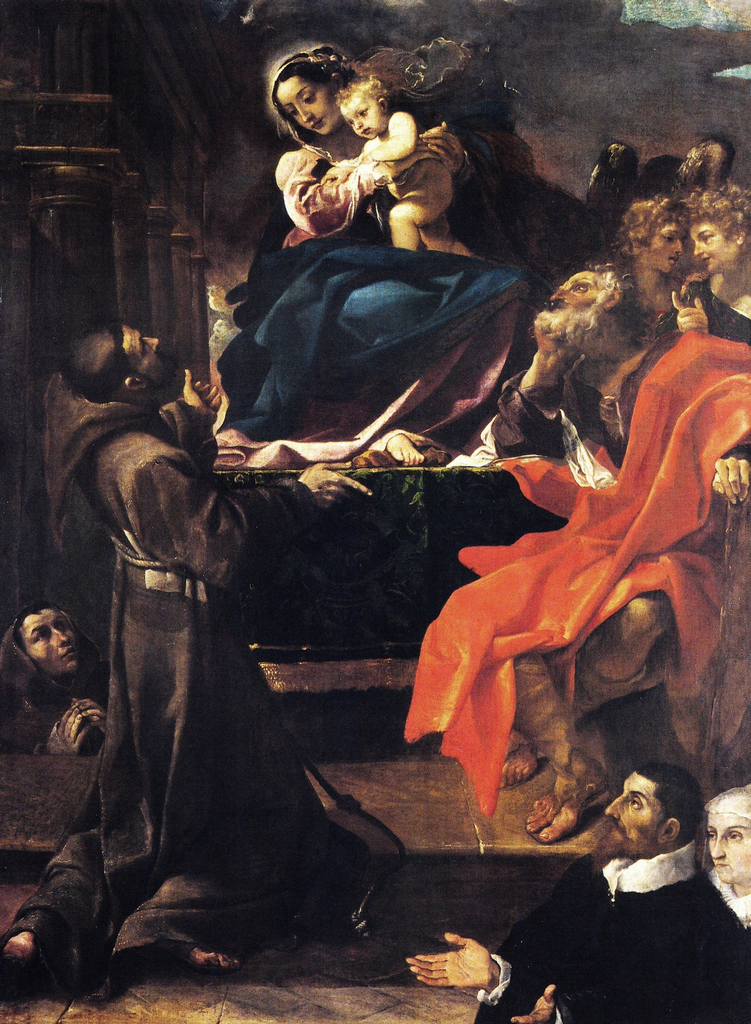
La Madonna col Bambino, i santi Giuseppe, Francesco e due committenti di Ludovico Carracci (1591), fu la fonte di studio del giovane Guercino

Rilevò già il Calvi la lontananza del giovanissimo pittore dalla pittura manierista dei Procaccini, dei Fontana e dei Samacchini i quali spesso, «volendo correggere la natura, la deformano e la guastano» e come nelle sue prime opere, Guercino fosse «tutto fondato sul naturale, dal quale religiosamente copiava ogni cosa nella sua stessa rozzezza e semplicità; prendeva il lume assai d'alto per ottenere l'effetto d'una gran macchia ch'egli sapeva dolcemente accordare, e pareano le sue cose dipinte a chiaroscuro anziché no; ma dall'uso di ritrarre del continuo il vero, prese poco a poco tal padronanza e tale ardimento di colore, che quasi un altro Caravaggio a tutti diede nell'occhio, e venne meritamente ad incontrare l'universale approvazione».
Il Lanzi vede la maniera giovanile del Guercino come «piena di fortissime ombre con lumi assai vivi, meno studiata ne' volti e nell'estremità, di carni che tirano al gialliccio, e in tutto il resto men vaga di colorito; maniera, che lontanamente somiglia la caravaggesca: di essa non pur Cento, ma Bologna ancora ha qualche saggio nel San Guglielmo».
Al Caravaggio giustamente i biografi accostano più o meno strettamente Guercino per il suo rifarsi al vero, ma non va associato nell'uso dei contrasti di luce, che in Caravaggio sono un mezzo per dare risalto alla plasticità della forma, mentre nel Guercino la ricerca luministica è fine a sé stessa, mira cioè a raggiungere effetti puramente luministici.
Nelle opere del 1614-1616 eseguite per Renazzo di Cento notarono lo Scannelli e il Calvi «con quanto studio il nostro Giovan Francesco seguisse le tracce di Lodovico Carracci». La Madonna col Bambino, i santi Giuseppe, Francesco e due committenti eseguita dal Carracci per la chiesa dei Cappuccini a Cento veniva considerata dal giovane Guercino «la sua Carraccina», ossia «la sua cara zinna», dalla quale avrebbe tratto il latte dell'arte, fonte principale dei suoi primordiali studi pittorici. Nei chiaroscuri della casa Provenzale (1614) «sempre maggiormente si scorge quanto il Barbieri avesse studiato sopra le opere del suddetto Lodovico, perché questi termini son fatti a imitazione di que' celebri del Carracci nella casa Favi di Bologna».
Si è rilevato altresì come l'illuminazione artificiale e l'atmosfera familiare del dipinto del Miracolo di san Carlo Borromeo siano state influenzate anche da una pala di Lavinia Fontana del 1590, la Natività della Vergine, allora nella chiesa bolognese di San Biagio, che dunque Guercino poté conoscere bene.

#### Il paesaggismo veneto

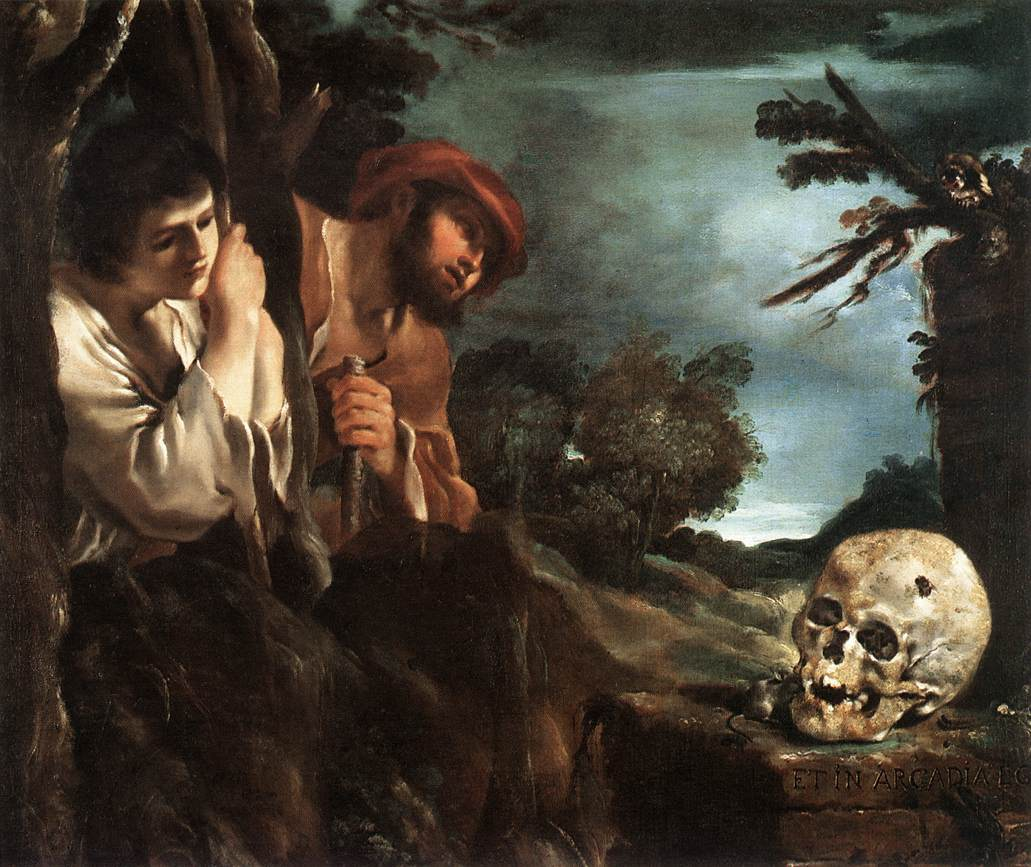
Et in Arcadia ego, 1618-1621 - Galleria di Palazzo Barberini di Roma

Nei paesaggi della casa Pannini (1615-1617) il Guercino trova una voce del tutto personale, senza riferimenti di scuola e libero da condizionamenti d'accademia. La sua libertà di rappresentazione lo porta a manifestare il suo amore per la natura e per la vita dei campi, il piacere di osservare scene quotidiane con freschezza e sobrietà. Che gli dovesse essere agevole il risultato lo testimonia anche il Passeri, dove scrive che nelle rappresentazioni paesaggistiche gli erano «di gran giovamento le contigue campagne e siti rusticani della sua terra nativa, dove dimorò gran tempo».

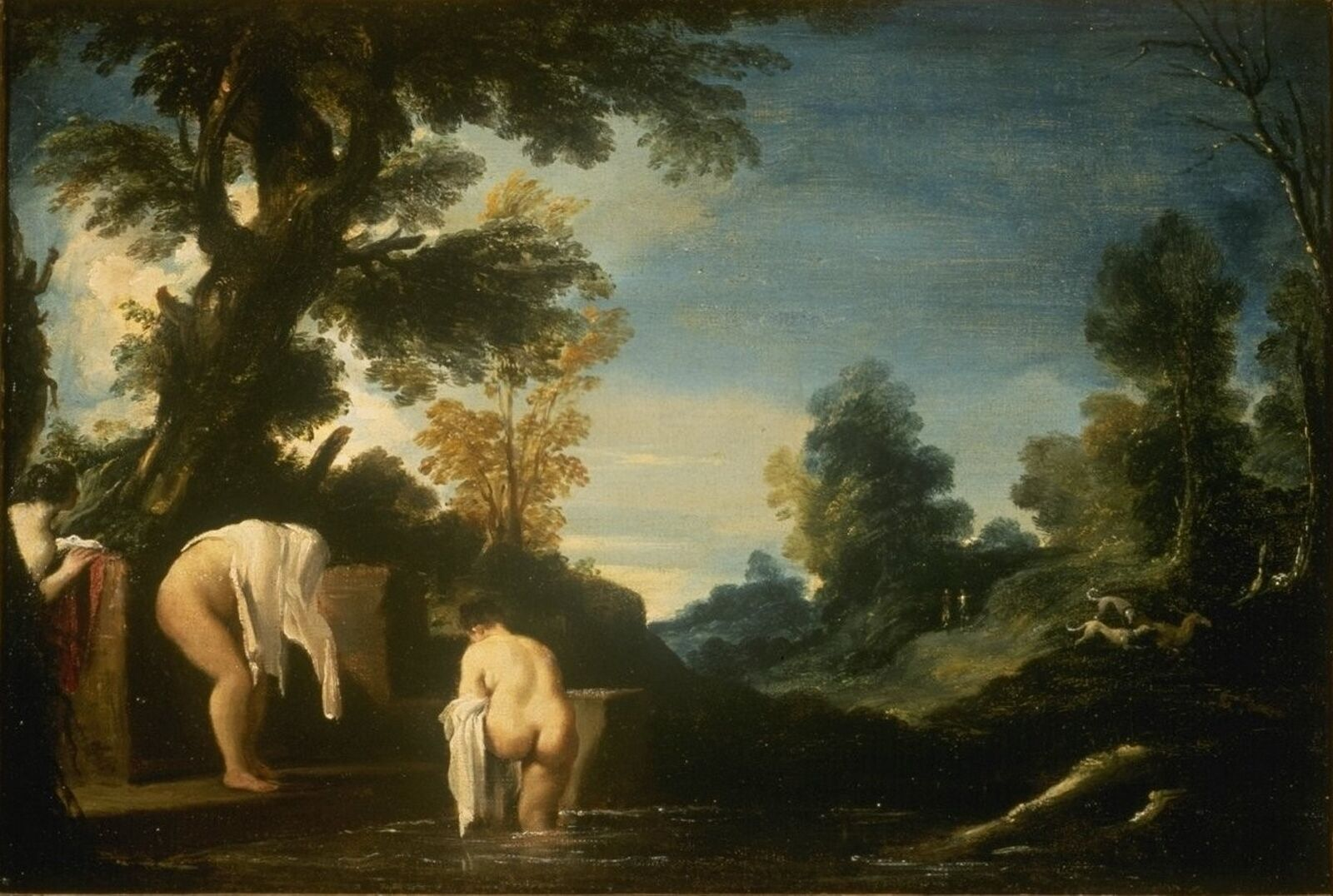
Donne bagnanti al chiaro di luna, 1621 - Museo Boijmans Van Beuningen di Rotterdam

Queste opere testimoniano nel contempo la conoscenza dell'ultima pittura veneta, di Tiziano e di Jacopo Bassano in particolare, confermate nella sua vocazione alla sensibilità cromatica, che mise in opera nel 1620 anche nella Vestizione di san Guglielmo, dipinto per la chiesa bolognese di San Gregorio e ora nella Pinacoteca di Bologna, dove «tutto ha un carattere grande e maestrevole, le tinte non possono essere meglio compartite e quello che si chiama gusto di macchia è portato al sommo grado; brillano i lumi in mezzo a quella freschezza d'impasto e pochi principali scuri ben locati accrescono al dipinto una forza e un rilievo che incanta». Il Marangoni lo considera il suo capolavoro per «la sua calda atmosfera come sparsa in un pulviscolo dorato e luminoso che bagna e sommerge le cose, rendendo ariose le ombre più dense con un risultato più unico che raro e che ci mostra il Guercino come uno dei maggiori e più originali maestri del rinnovamento luministico».
Sempre di ambito veneto, Ippolito Scarsella sarà invece influente per le composizioni a tema (o con inserti) paesaggistico dell'età giovanile del Guercino, come nell'Et in Arcadia Ego, nell'Apollo e Marsia e, per l'appunto, nei due paesaggi con donne bagnanti e al chiaro di luna con carrozza di casa Pannini.

#### La composizione piramidale
La tela che segna l'apertura della prima maturità artistica del pittore è tuttavia la Madonna col Bambino e i santi Giuseppe, Agostino, Luigi, Francesco e un donatore e due angeli del 1616 circa, realizzata per la chiesa di Sant'Agostino a Cento e oggi ai Musei reali di Bruxelles. Caratteristica di questa, ma anche di opere successive, è la costruzione della composizione con linee vitali che formano un rombo nel quale si racchiude il nucleo della rappresentazione.
Nella Vestizione di San Guglielmo i vertici della losanga si collocano nelle teste della Vergine, del vescovo, del monaco e nel ginocchio del santo; una scelta che dà vivacità alla composizione, contrapponendosi alla «ferma freddezza del rettangolo della tela».
Così è nel contemporaneo San Francesco in estasi con san Benedetto, dipinto per la chiesa di San Pietro a Cento e ora al Louvre, ove alla composizione romboidale si aggiunge anche il movimento a spirale del corpo di Francesco, «come quello di un serpente che viene affascinato» dalla musica dell'angelo incantatore.

### La«seconda maniera», il barocco di Guercino

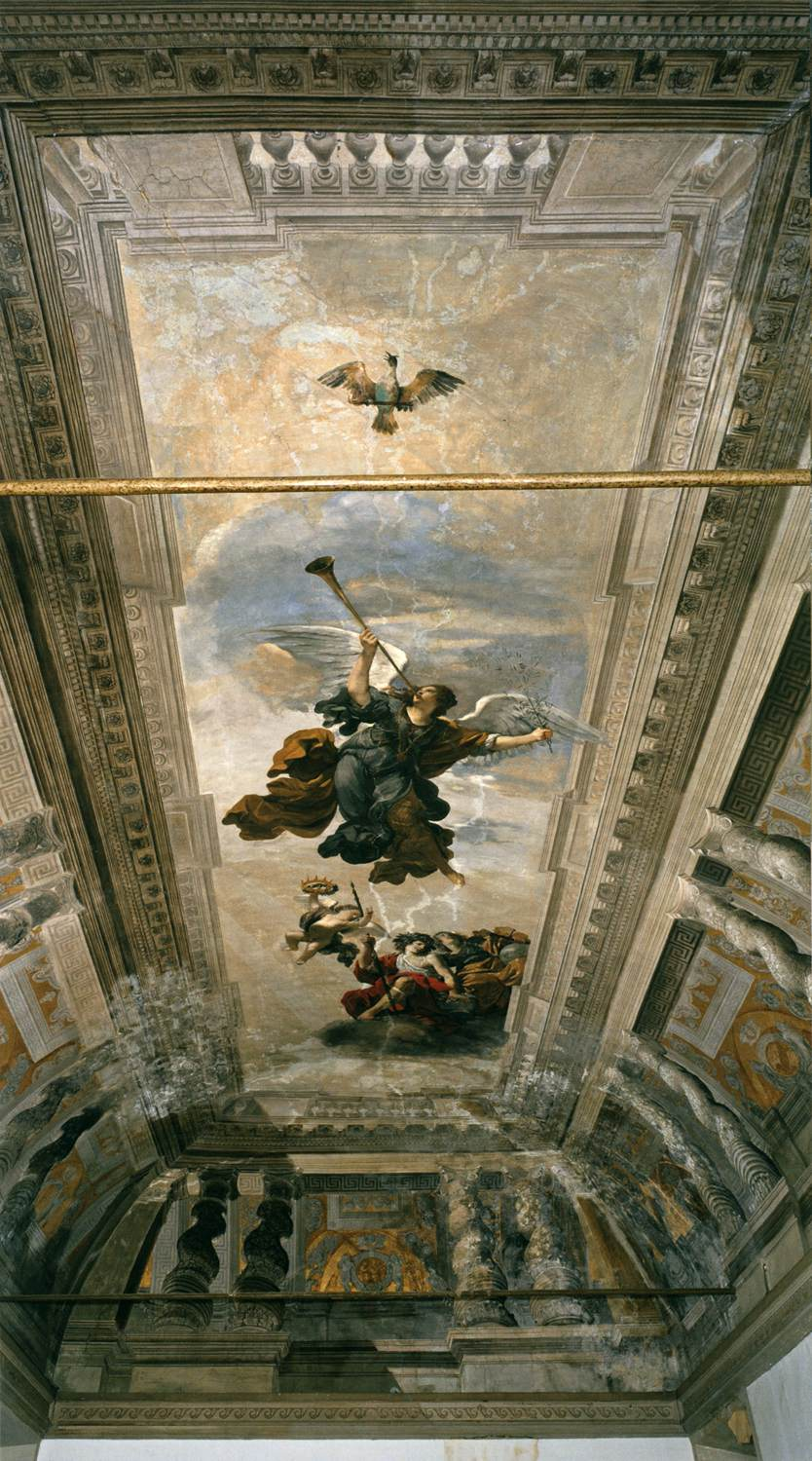
La Fama, l'Onore e la Virtù, 1621 - Casino Ludovisi di Roma

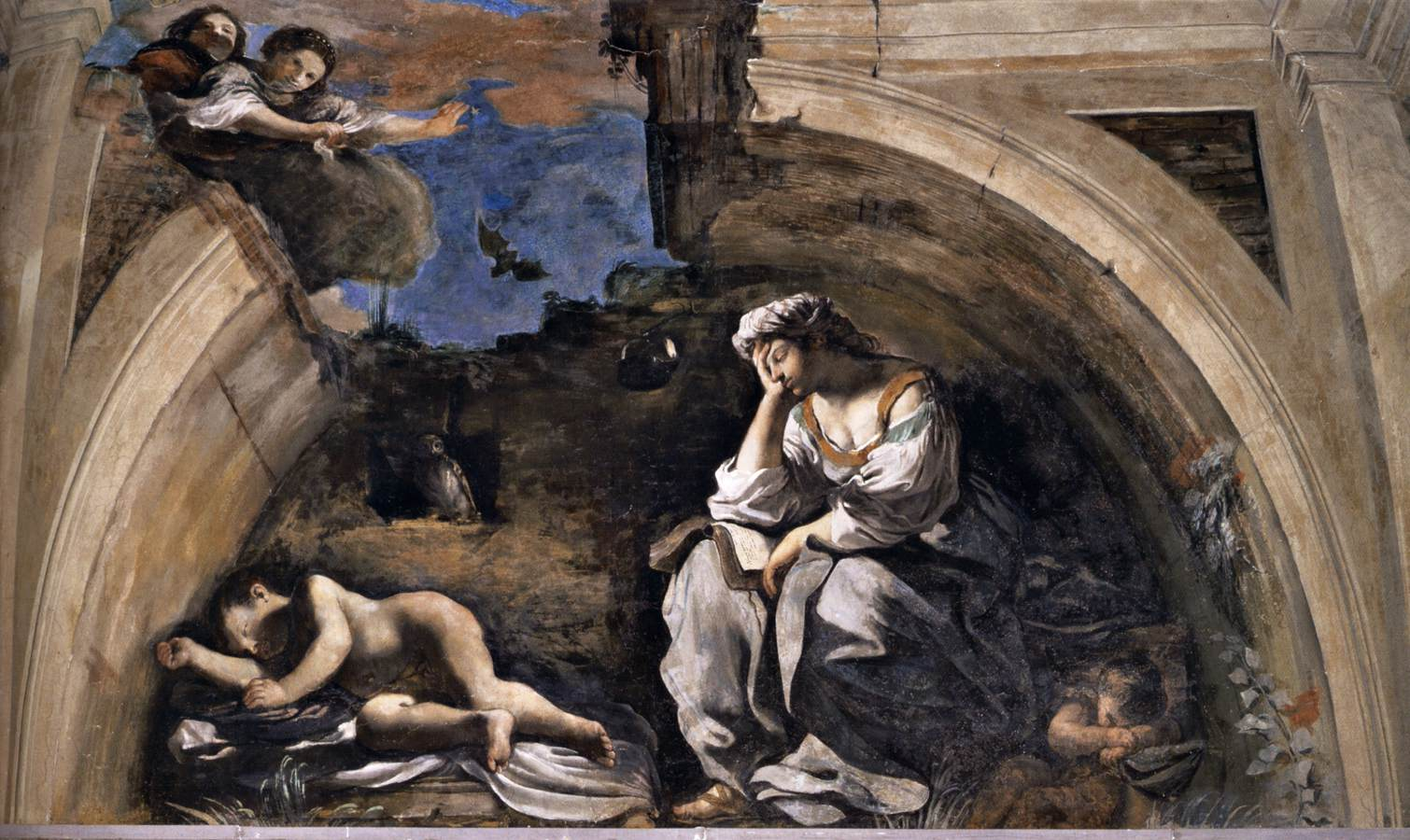
La Notte, 1621 - Casino Ludovisi di Roma

L'Aurora Ludovisi rappresenta in campo artistico un motivo di confronto del Guercino con Guido Reni: «Guercino fece conoscere la sua individualità e il suo ingegno evitando la ripetizione della composizione e dello stile di Guido. In netto contrasto con il soave classicismo del Reni e i suoi colori delicati, Guercino tratta il tema in modo campestre, pieno di paesaggio e animali dipinti in toni ricchi e ombreggiati».
Mentre il Reni si muove nel solco della tradizione del classicismo romano, consentanea al suo estro controllato e diffidente di novità formali, Guercino unisce alla sua nativa e spontanea freschezza creativa (il putto accoccolato sul carro e gli altri che giocano sulle cime dei cipressi) le soluzioni prospettiche del Veronese osservate a Venezia (le sue inquadrature architettoniche fortemente scorciate godranno di grande fortuna per più di un secolo) senza rinunciare all'effusione poetica della meditazione lirica nella lunetta della Notte. «La cosa più mirabile e veramente nuova in questa Aurora sono i due focosi cavalli, non tanto per l'audacia dello scorcio che li rende così dinamici, quanto per l'acuto senso moderno del bianco e nero e per la giustezza dei valori tonali. Felicissima è l'idea di aver sfruttato il pezzato del mantello dei cavalli giocando di bella audacia nell'avvicinare e confondere i capricciosi contorni delle macchie scure del mantello con quelli delle ombre, traendone un risultato di novità ed evidenza: così sicuro è il senso luministico del nostro pittore».
Il Guercino conserva anche qui la sua caratteristica composizione a losanga «ma il nesso del quadro è già più slegato, più sovraccarico, meno necessario che nelle tele precedenti, il partito luminoso ha perso la trasparenza del San Guglielmo o il senso del bianco e nero dell'Aurora per appesantirsi nello sfumato; tutto si è aggravato, dalle architetture alle ali degli angeli, alla tavolozza che non è più tonale ma cromatica, con quelle sue ricchezze vistose. Il Guercino ha perduto qui il suo buon gusto misurato [...]».

Dalle ultime opere emiliane del 1620 e da quelle immediatamente successive ricadenti nel periodo romano, in particolare L'Aurora Ludovisi e la Sepoltura e gloria di santa Petronilla, si apre la prima maturità artistica del Guercino, dove si accentua ancor di più quell'elemento che sarà peculiare della sua pittura, ossia l'utilizzo di un intenso color azzurro. Inoltre le singole figure sono dipinte con i contorni marcatamente delineati, definendo le somme più solide e compatte.

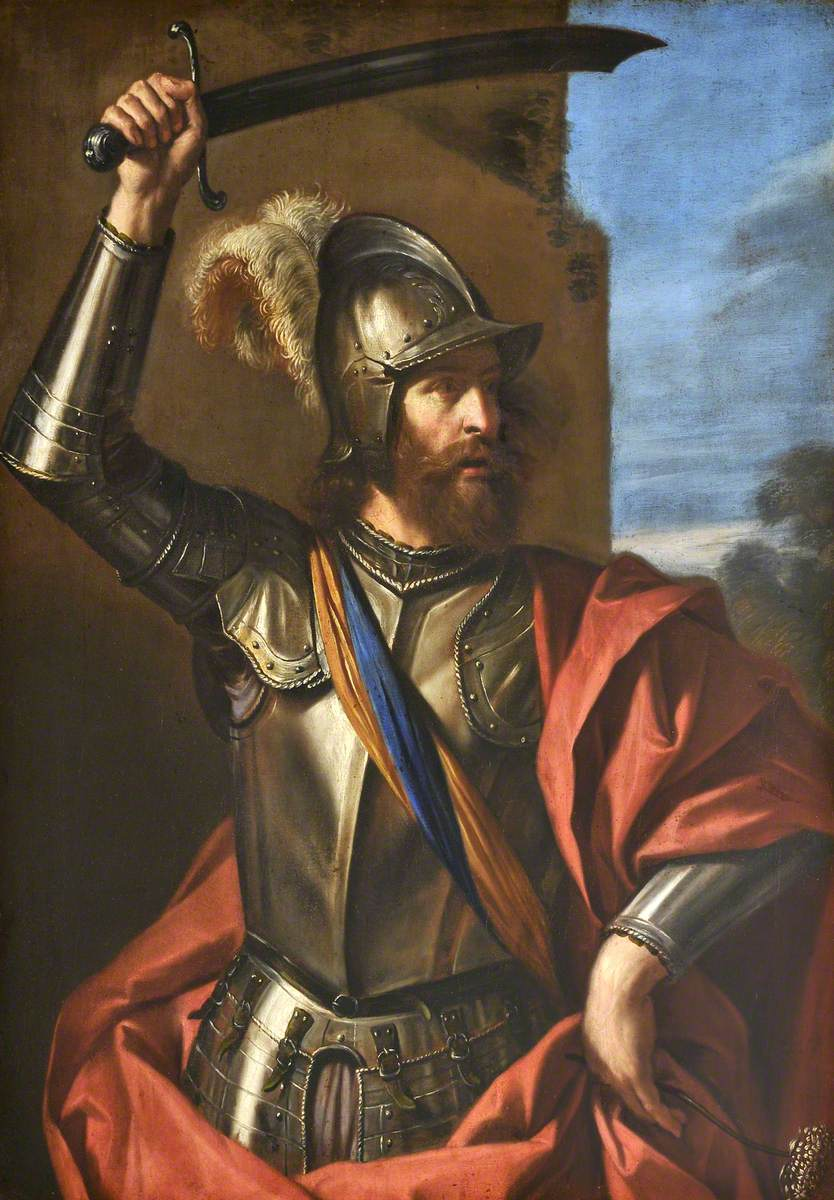
Marte, 1628 - Collezione privata inglese
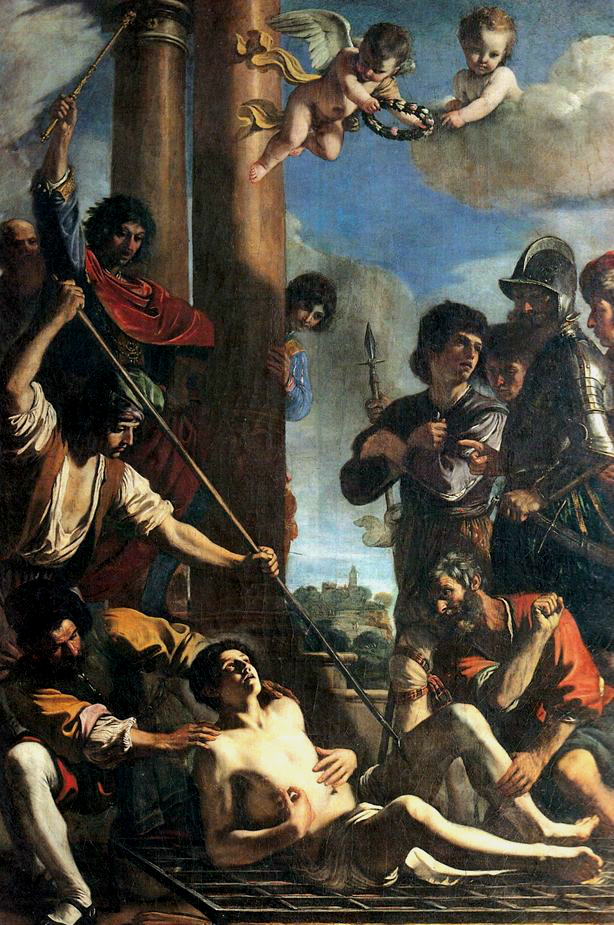
Martirio di san Lorenzo, 1628-1629 - Duomo di Ferrara
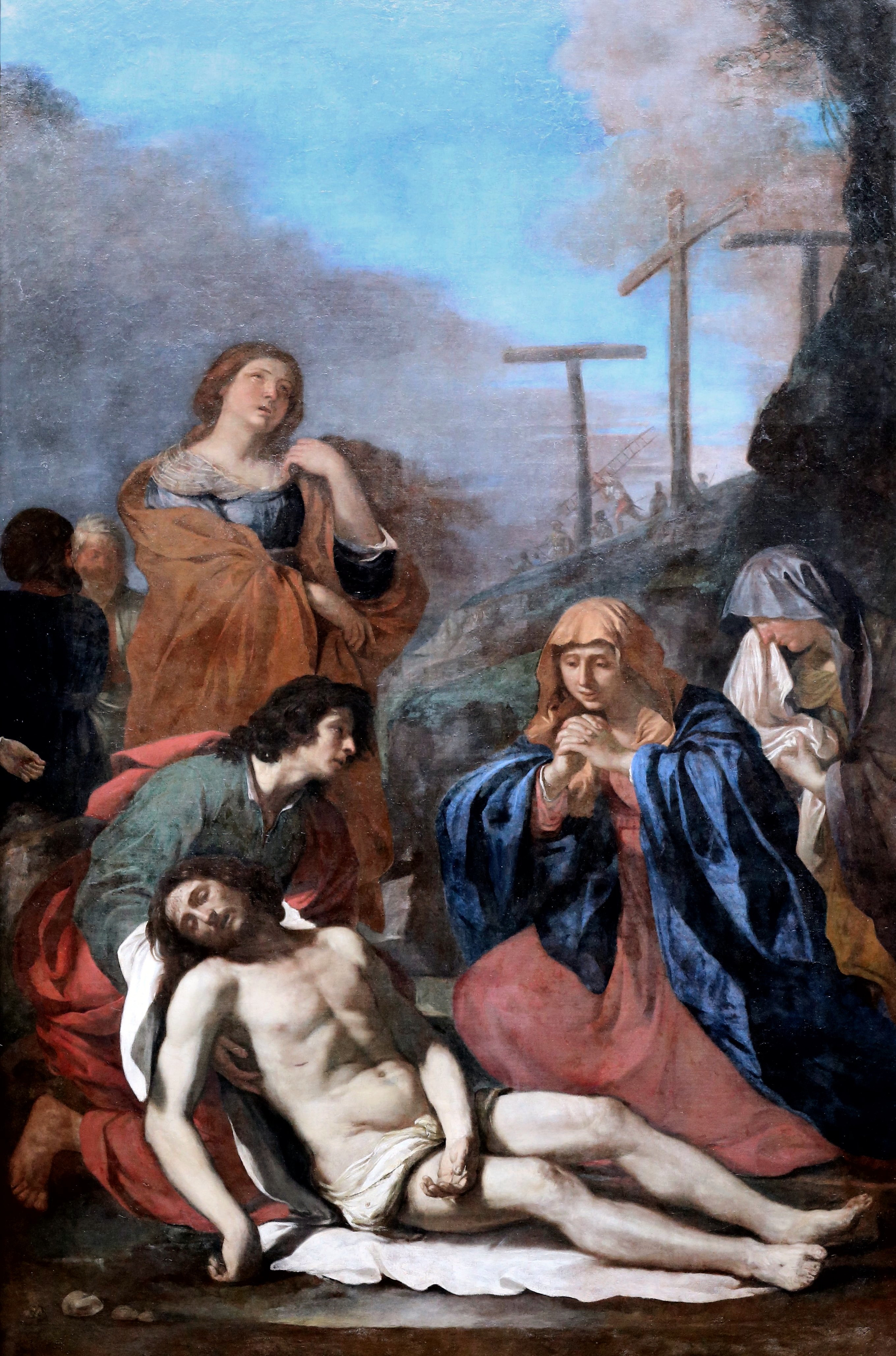
Compianto di Cristo, 1640 circa - Museo Condé di Chantilly
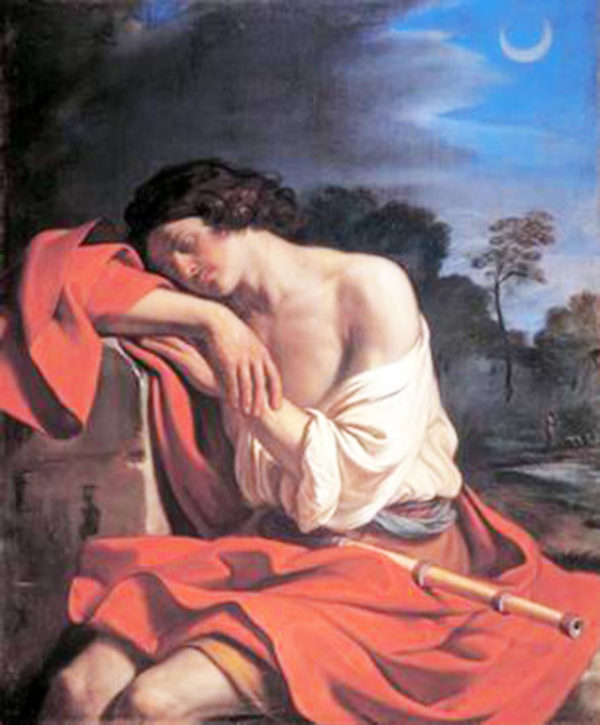
Endimione, 1647 - Galleria Doria Pamphilj, Roma
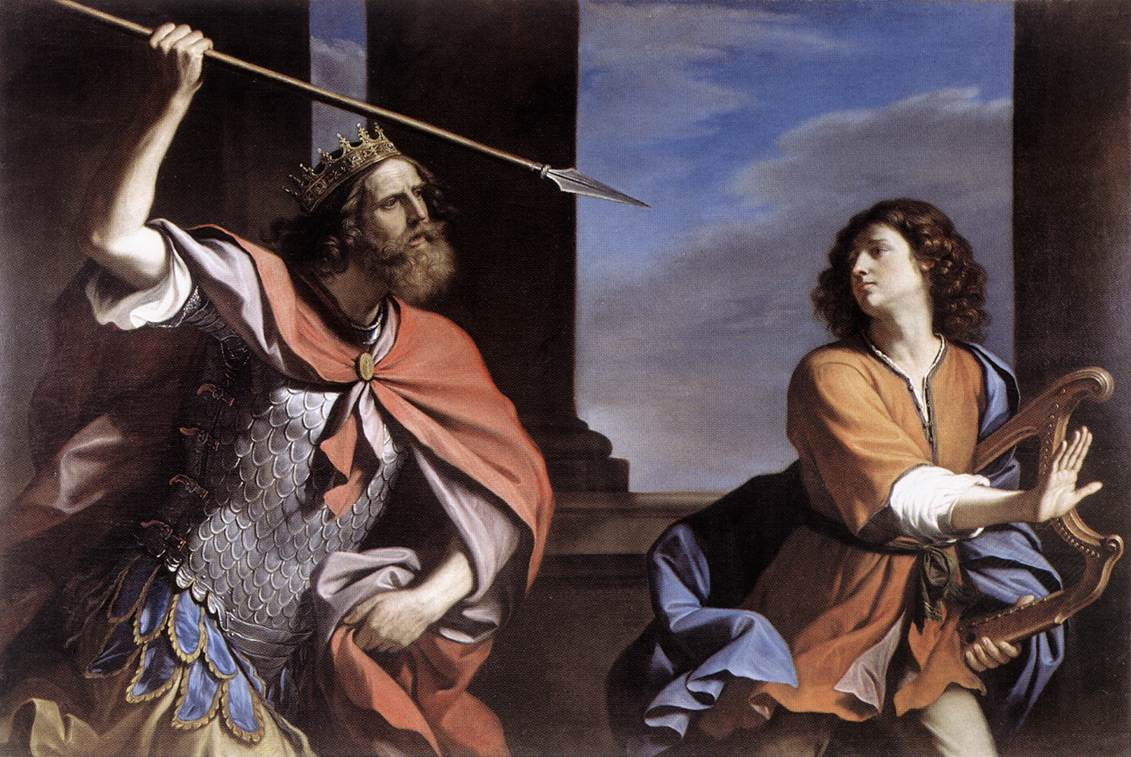
Saul tenta di uccidere David con la lancia, 1646 - Galleria nazionale d'arte antica di Roma
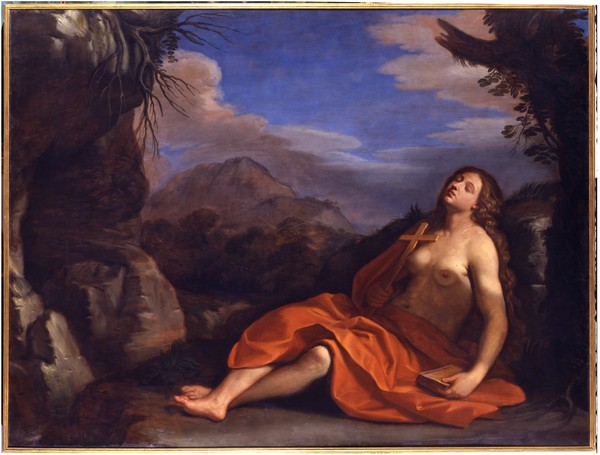
Maddalena nel deserto, 1652-1655 - Pinacoteca nazionale di Bologna
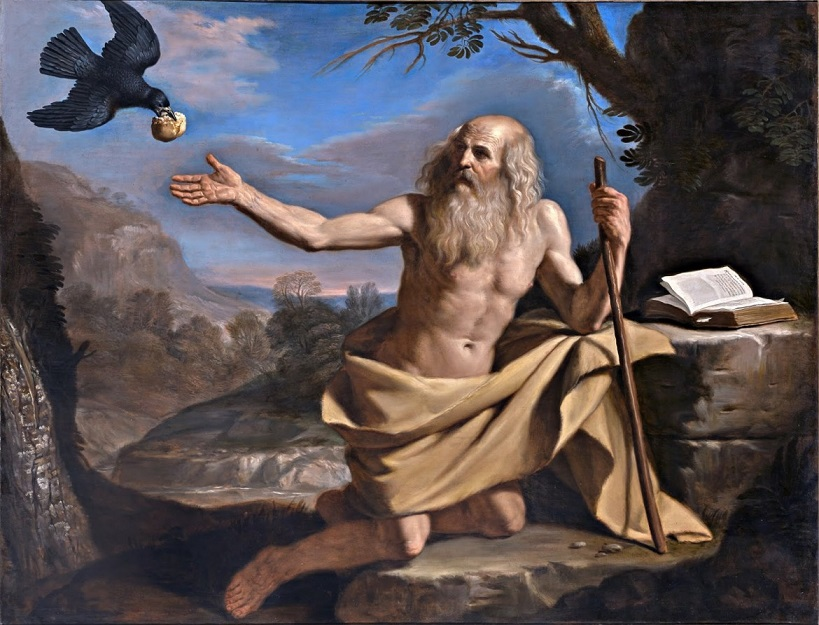
San Paolo Eremita, 1652-1655 - Pinacoteca nazionale di Bologna

### La«terza maniera», il classicismo reniano
Il Guercino decide di rivedere ancora una volta il proprio stile, utilizzando così come faceva Guido Reni intorno agli anni '30, tonalità cromatiche più pallide e meno robuste, come fossero pastello. Le figure ritratte assunsero anche un più accentuato classicismo di bellezza ideale, dove talune volte si rimandano anche a esempi di statuaria classica antica, come nell'Atlante della collezione de' Medici, che ricorda per postura quello Farnese.
Nel dipinto del Cristo risorto appare alla Madre ritorna il riferimento al Reni, da cui si attinge il colorismo e il classicismo: «lo stile del drappeggio del Guercino e il comportamento delle sue figure gareggiano con le armoniose coreografie, quasi da balletto, che si trovano in pitture del Reni [ [...] ] I motivi astratti dei panneggi e l'insistente geometria della composizione [ ... ] segnalano la fine del periodo di transizione del Guercino e l'inizio di un autentico e innovativo classicismo barocco».
Secondo la critica antiaccademica nell'opera San Bruno sono «bei volti e belle membra modellati a carezze, mosse graziose e ben educate, panneggi da vetrina e, quanto al chiaroscuro, ripudiato tra i falli di gioventù ogni ricordo dell'ombreggiare strepitoso d'un tempo, quel tanto che non dia ai nervi dei placidi parrocchiani, tutte persone ammodo, abituate al miele rosato di Guido Reni».
Mentre il Marangoni aveva criticato il periodo tardo del Guercino, il Calvi invece ne riconobbe le qualità della robustezza applicata, mettendo altresì in relazione la pallida stesura cromatica con quanto fece il Reni durante la sua attività artistica finale.

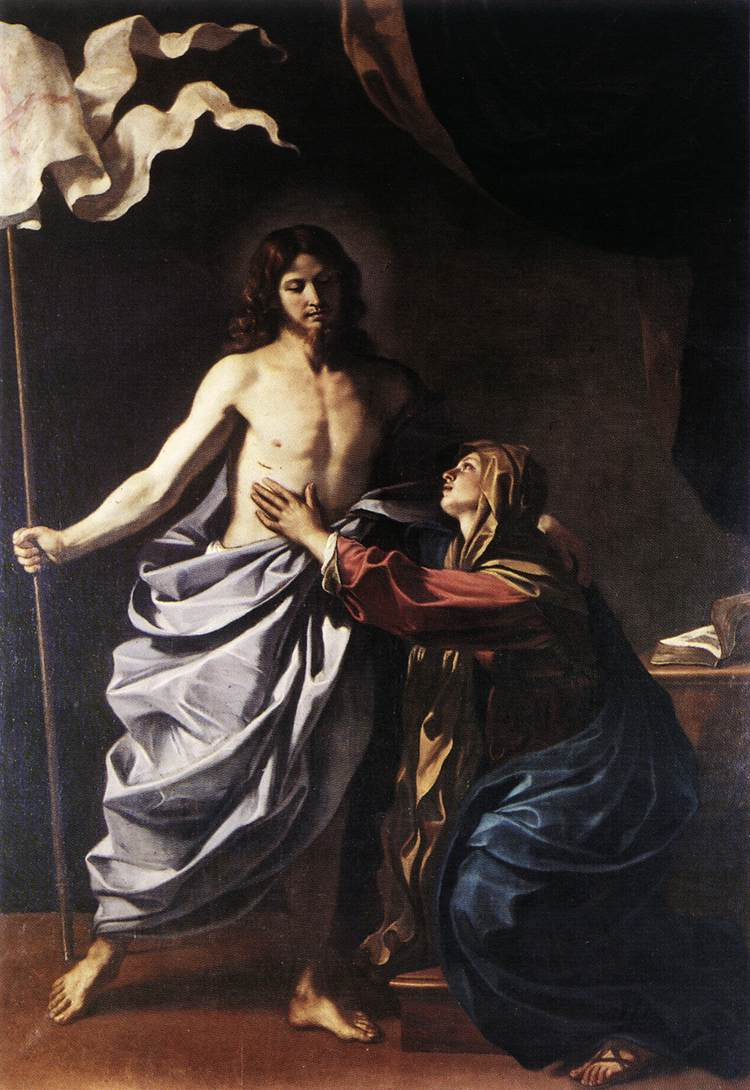
Cristo risorto appare alla Madre, 1629 - Pinacoteca civica di Cento
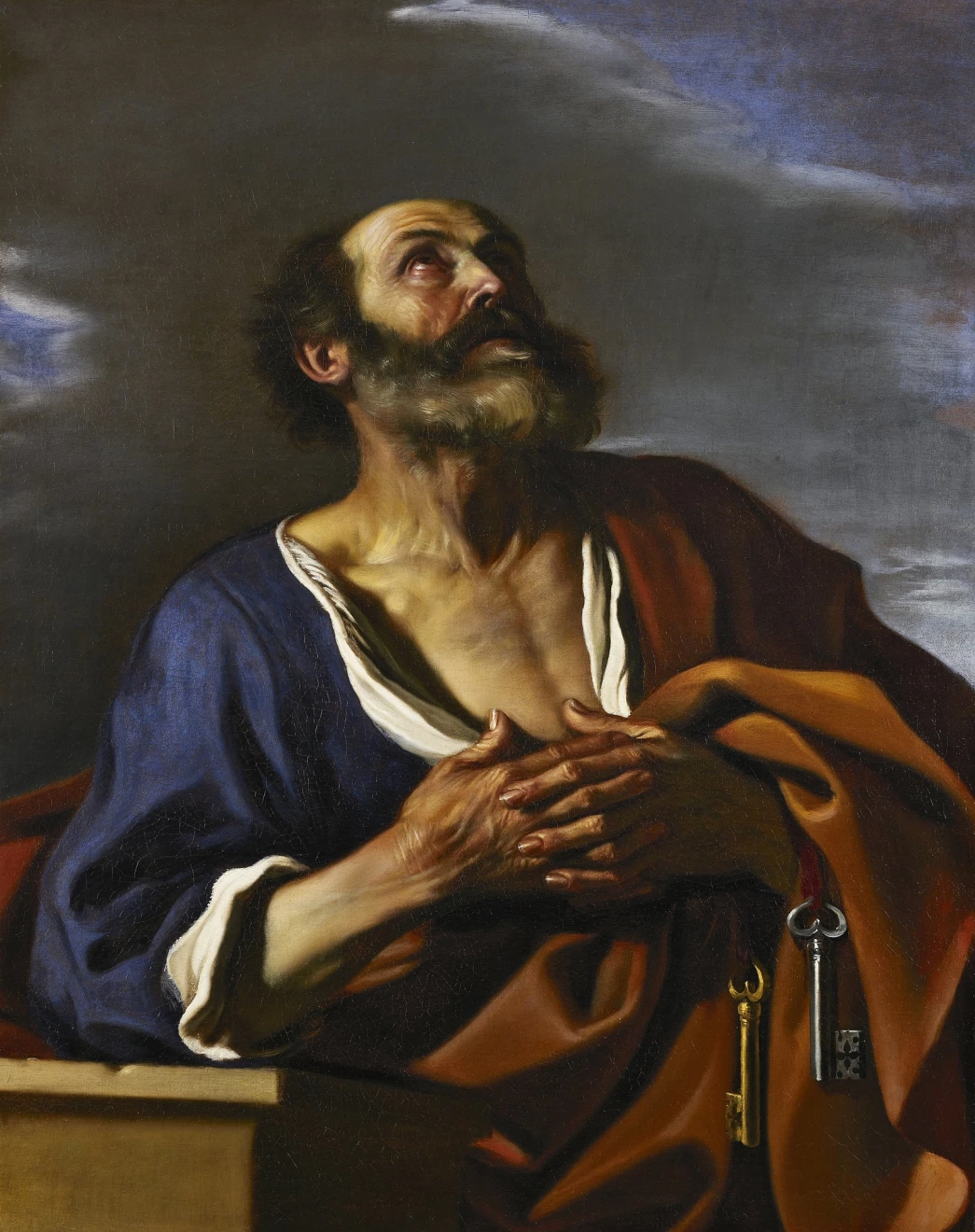
San Pietro, 1625-1626 - Collezione privata di New York
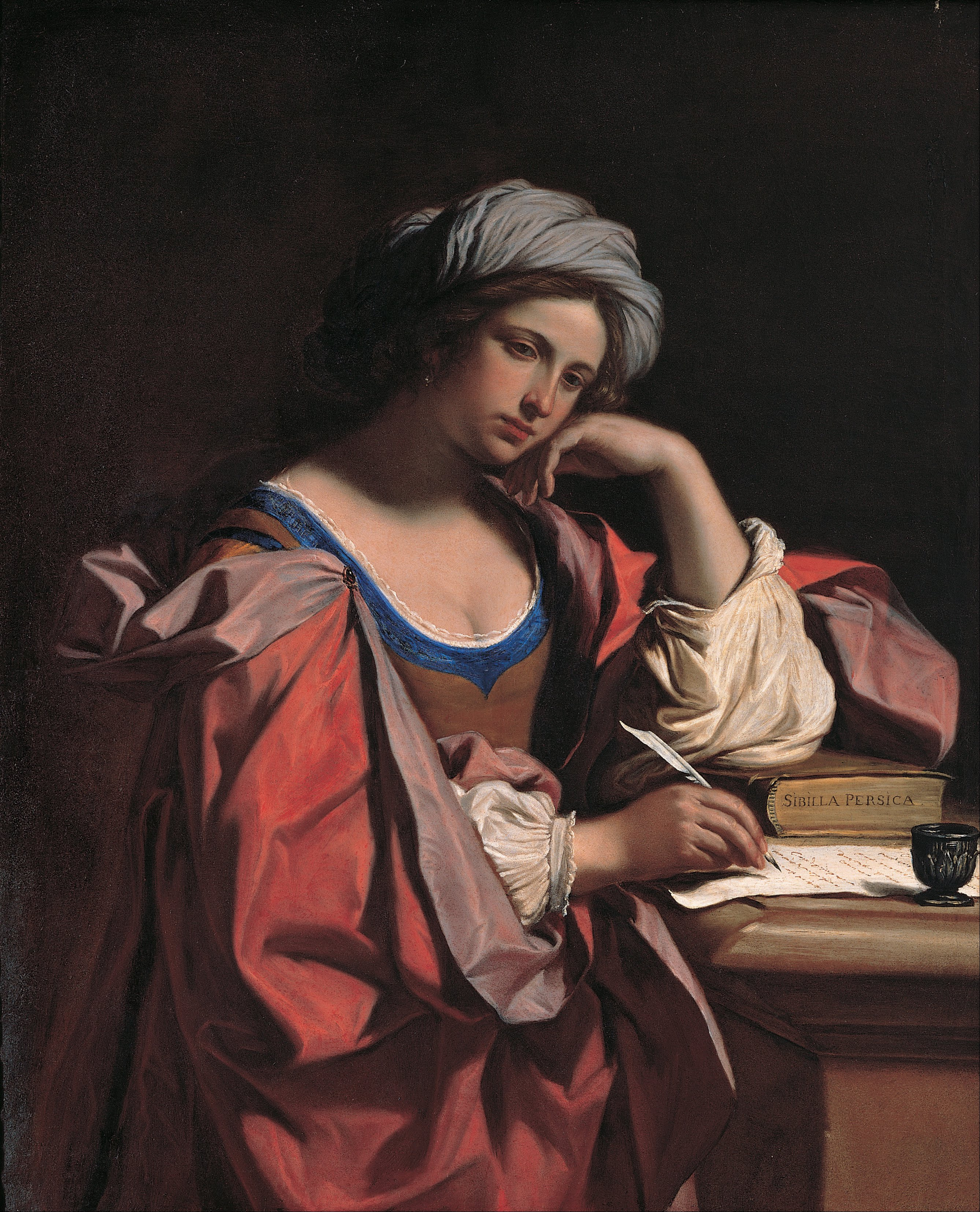
Sibilla Persica, 1647 - Pinacoteca capitolina di Roma